# Eurovision Song Contest 2017
Der 62. Eurovision Song Contest fand vom 9. bis zum 13. Mai 2017 im International Exhibition Centre (IEC) in der ukrainischen Hauptstadt Kiew statt. Kiew war damit nach 2005 zum zweiten Mal Ausrichter des Wettbewerbs. Nachdem Jamala mit dem Lied 1944 am 14. Mai 2016 den ESC 2016 in Stockholm (Schweden) gewonnen hat, wurde die ukrainische Rundfunkanstalt Nazionalna Telekompanija Ukrajiny (NTU) mit der Ausrichtung des Eurovision Song Contest beauftragt.
Den Wettbewerb gewann Salvador Sobral für Portugal mit dem Lied Amar pelos dois.
Es war der erste Sieg für Portugal in diesem Wettbewerb nach zuvor 48 Teilnahmen seit 1964, bei denen nur ein sechster Platz aus dem Jahr 1996 als bestes Ergebnis datiert. Kein Land musste so lange auf den ersten Sieg bei diesem Wettbewerb warten. Zuvor hielt Finnland mit 40 Teilnahmen diesen Rekord. Portugal, Bulgarien und Moldau erzielten in diesem Jahr ihr jeweils bestes Ergebnis.
Der deutsche Beitrag, Perfect Life gesungen von Levina, erreichte vor Spanien den vorletzten Platz, nachdem Deutschland in den beiden Vorjahren jeweils den letzten Platz belegt hatte. Österreich erzielte bei der Jury-Wertung 93 Punkte, konnte aber keine Punkte der Publikumswertung erzielen und erreichte damit den 16. Platz. Die Schweiz schied bereits im Halbfinale aus.
Insgesamt 180 Millionen Zuschauer verfolgten den Eurovision Song Contest 2017, 24 Millionen weniger als im Vorjahr, was auf das Fehlen Russlands zurückzuführen ist. In relativen Zahlen hatte das Finale jedoch einen ähnlich hohen Marktanteil wie 2016.

## Austragungsort
Am 24. Juni 2016 stellte das ukrainische Fernsehen zusammen mit der ukrainischen Regierung einen Anforderungskatalog an die potenzielle Gastgeberstadt vor:
- Die austragende Arena sollte Platz für mindestens 7.000, idealerweise aber für 10.000 Zuschauer bieten.
- Die austragende Arena muss überdacht sein.
- Ein Pressezentrum für mindestens 1550 Journalisten sollte auf dem Gelände vorhanden sein.
- Die Gastgeberstadt sollte in der Nähe eines Verkehrsflughafens gelegen sein.
- Im Umkreis des Austragungsortes müssen genügend Hotels und Hotelzimmer für den Zeitraum der Veranstaltung zur Verfügung stehen.
- Für diverse Veranstaltungen wie den Empfang und die Verabschiedung und die Verpflegung der Teilnehmerländer sollen mindestens 3000 Personen zur Verfügung stehen.
- Neben den Veranstaltungen in der Arena soll die austragende Stadt ein kulturelles Programm aufweisen, das die kulturelle Identität mit der Ukraine darstellen soll.

Der Bewerbungsprozess lief in folgenden Phasen ab:
- 24. Juni bis 8. Juli 2016: Die potenziellen Bewerberstädte hatten die Möglichkeit ihre Bewerbung bis zum 8. Juli 2016 bei der ukrainischen Fernsehanstalt NTU einzureichen.
- 8. Juli bis 15. Juli 2016: Die Bewerbungen werden von den Verantwortlichen gesichtet und analysiert.
- 18. Juli bis 22. Juli 2016: Die Bewerberstädte präsentieren den Verantwortlichen ihre Stadt; anschließend übergeben diese drei Bewerbungen an die EBU.
- 22. Juli bis 1. August 2016: Gemeinsam mit der EBU beurteilen die Verantwortlichen von NTU die Bewerberstädte in Bezug auf ihre Infrastruktur.

Sechs Städte reichten bis zum 8. Juli 2016 eine Bewerbung ein, darunter Charkiw, Cherson, Dnipro, Kiew, Lwiw und Odessa. Im Vorfeld bekundeten auch Irpin, Tscherkassy, Uschhorod und Winnyzja ihr Interesse um eine Austragung.
Am 20. Juli 2016 präsentierten die sechs Städte ihre Bewerbung im Rahmen einer zweistündigen Fernsehsendung des austragenden Sender Nazionalna Telekompanija Ukrajiny. Moderiert wurde die Veranstaltung vom ukrainischen Fernsehmoderator Timur Miroschnytschenko. Zeitgleich wurde die Sendung auf YouTube im Livestream übertragen. Die Sendung wurde vor Zuschauern und Journalisten produziert. Folgende sechs Vertreter waren in der Sendung anwesend und stellten repräsentativ die Bewerbung ihrer Stadt vor:
- Dnipro: Borys Filatow (Bürgermeister)
- Charkiw: Ihor Terechow (Stellvertretender Bürgermeister)
- Cherson: Wolodymyr Mykolajenko (Bürgermeister)
- Kiew: Oleksij Resnikow (Stellvertretender Verwaltungschef der Stadt Kiew)
- Lwiw: Andrij Moskalenko (Stellvertretender Bürgermeister)
- Odessa: Pawlo Wuhelman (Stellvertretender Bürgermeister)

Am 22. Juli 2016 wurde bekannt gegeben, dass Dnipro, Kiew und Odessa in die nähere Auswahl gekommen waren.
Folgende Städte bewarben sich als Austragungsort:
| Stadt                      | Austragungsort                        | Kapazität (bei Konzerten) | Eigentümer                                  | Bemerkungen |
| -------------------------- | ------------------------------------- | ------------------------- | ------------------------------------------- | --- |
| Dnipro Дніпро              | DniproEuroArena                       | max. 9.500                | Juschmasch                                  | Die Bewerbung sieht eine Renovierung sowie die Konstruktion eines Daches vor. Dabei eingebunden ist der Sportkomplex Meteor. Dieser Umbau soll bis März 2017 vollendet sein.         |
| Kiew Київ                  | International Exhibition Centre (IEC) | max. 10.073               | Stadt Kiew                                  | Größtes Messegelände in der Ukraine. Für den ESC sollen die Hallen zwei und drei zu einer umgebaut werden.                                                                           |
| Odessa Одеса               | Zentralstadion Tschornomorez          | 10.000–12.000             | FK Tschornomorez Odessa                     | Benötigt für die Austragung ein Dach. |
| Ausgeschiedene Bewerbungen |                                       |                           |                                             | |
| Charkiw Харків             | Metalist-Stadion                      | max. 38.633               | Metalist Charkiw                            | Austragungsort der Fußball-Europameisterschaft 2012. Spielstätte des Metalist Charkiw. Hätte für die Austragung ein Dach benötigt.                                                   |
| Cherson Херсон             | Konzerthalle „Juwilejnyj“             | 1.600                     |                                             | Die Bewerbung hätte eine Renovierung und eine Erweiterung des Gebäudes vorgesehen. Dieser Umbau hätte sieben bis acht Monate gedauert.                                               |
| Lwiw Львів                 | Arena Lwiw                            | max. 34.915               | Der Konzern „Sportliche Arenen der Ukraine“ | Austragungsort der Fußball-Europameisterschaft 2012. Spielstätte von Schachtar Donezk und Metalurh Donezk. Benötigt für die Austragung ein Dach.                                     |
| Lwiw Львів                 | Unfertige Basketballhalle             | N. N.                     |                                             | Die Halle wurde zur Basketball-Europameisterschaft 2015 geplant, diese wurde der Ukraine allerdings wieder entzogen, sodass im Juli 2016 nur 25 % des Gebäudes fertiggestellt waren. |

Weil die Regeln der EBU dies vorsehen, erhielt als erstes NTU den Auftrag der Ausrichtung und nahm diesen auch an. Wegen Jamalas Herkunft von der Krim wurde diskutiert, ob man den Wettbewerb dort austragen solle, die völkerrechtswidrig von Russland annektiert wurde.
In einem Interview mit BBC Ukrainian sagte der ehemalige Intendant des austragenden Fernsehsenders NTU Taras Stezkiw, dass er das Kiewer Olympiastadion, ebenso wie die Bewerberstadt Lwiw für ungeeignet halte, da dieser ein geeigneter Austragungsort fehle.
Am 30. Juni 2016 gab man bekannt, dass die Ukraine keine geeigneten Arenen für eine entsprechende Austragung für den Eurovision Song Contest habe und man noch diskutiere, ob man in der Lage ist, den ESC überhaupt auszutragen.
Für den 9. September 2016, 12 Uhr (MESZ) wurde eine offizielle Pressekonferenz einberufen und Kiew als Austragungsort des Eurovision Song Contest 2017 bekanntgegeben. Im Auswahlgremium entfielen 19 Stimmen auf Kiew und zwei auf Odessa bei einer Enthaltung. Dnipro erhielt keine Stimme.

## Format
Beim Delegationstreffen wurde der Eurovision Song Contest 2017 ursprünglich auf den 16., 18. und 20. Mai 2017 datiert. Doch auf Anfrage des austragenden Fernsehsenders NTU wurden die beiden Halbfinals auf den 9. und 11. und das Finale auf den 13. Mai 2017 verlegt. Als Grund nannte der Sender den Gedenktag für die Opfer der Deportation der Krimtataren nach Zentralasien. Die neuen Termine kollidieren jedoch mit den Rückspielen des Halbfinals der UEFA Champions League 2016/17 und UEFA Europa League 2016/17. Die Termine wurden erst mit der Verkündung des Austragungsortes endgültig festgelegt.
Das Budget für den ESC 2017 soll zwischen acht und 13 Millionen Euro liegen.

### Live-Shows und Karten

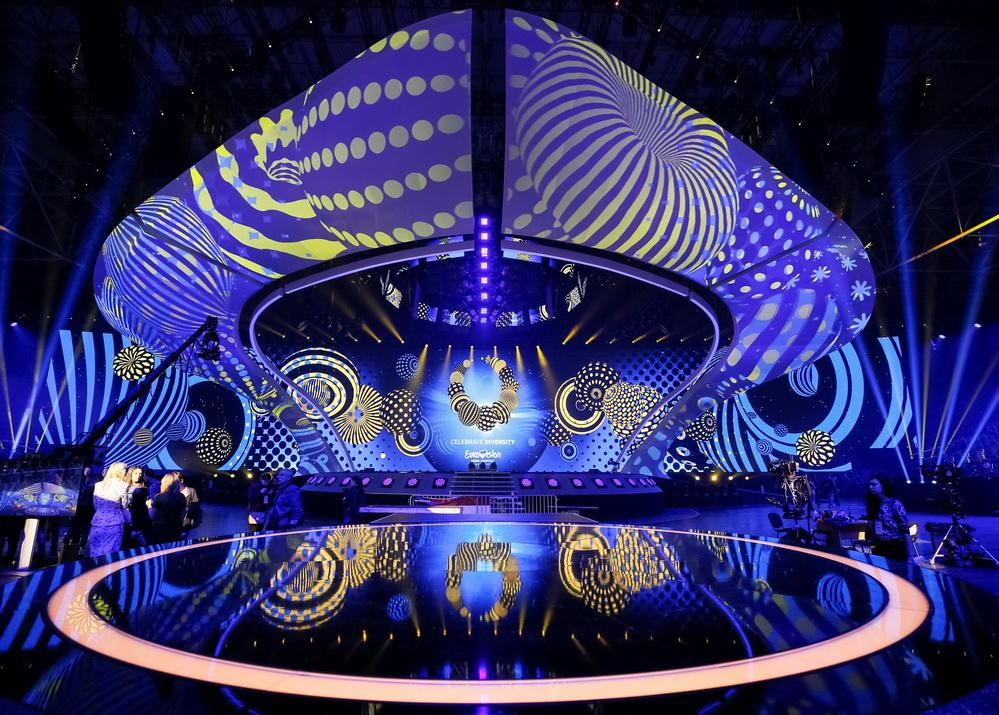
Bühne des Eurovision Song Contest 2017

Am 14. Februar 2017 um 19:15 Uhr (MEZ) begann der Kartenverkauf für insgesamt neun Live-Shows, darunter sechs Kostümproben sowie die beiden Halbfinale und das Finale. Der Ticketverkauf sollte ursprünglich schon am 13. Februar 2017 beginnen, doch verzögerte sich der Verkauf auf Grund des Rücktrittes des Produktionsteams. Die Tickets kosten zwischen umgerechnet acht und 500 Euro. Der verantwortliche Ticketpartner ist concert.ua.
| Show         | Halbfinale 1       | Halbfinale 2        | Finale              |
| ------------ | ------------------ | ------------------- | ------------------- |
| Jury-Show    | Mo. 8. Mai, 21 Uhr | Mi. 10. Mai, 21 Uhr | Fr. 12. Mai, 21 Uhr |
| Generalprobe | Di. 9. Mai, 15 Uhr | Do. 11. Mai, 15 Uhr | Sa. 13. Mai, 15 Uhr |
| TV-Show      | Di. 9. Mai, 21 Uhr | Do. 11. Mai, 21 Uhr | Sa. 13. Mai, 21 Uhr |

Nach aktuellen Planungen sind im Austragungsort Plätze für maximal 7.971 Zuschauer geplant. 1.570 sind Stehplätze im Innenraum der Veranstaltungshalle.

### Offizielles Album
Das offizielle Album beinhaltet die Lieder der 42 teilnehmenden Länder und den zurückgezogenen Titel Russlands. Es wurde in deutschsprachigen Ländern wie folgt veröffentlicht:
- 21. April 2017 – iTunes- und Google-Play-Store-Veröffentlichung
- 21. April 2017 – Veröffentlichung auf allen anderen digitalen Plattformen
- 28. April 2017 – Veröffentlichung als physische CD
- 23. Juni 2017 – Veröffentlichung als Vinyl-Box

### Leitung und Gastgeber
Das Organisationskomitee des ESC 2017 bestand aus dem Kulturminister, zwölf weiteren Politikern und dem Chef der austragenden Rundfunkanstalt NTU.
Am 1. Dezember 2016 wurden Wiktorija Romanowa und Oleksandr Charebin als ausführende Produzenten sowie Stuart Barlow als Show-Produzent bekanntgegeben. Sie und weitere zentrale Mitglieder des leitenden Produktionsteams, legten ihr Amt am 10. Februar 2017 nieder. Das Produktionsteam soll ihre Arbeit freiwillig niedergelegt haben, nachdem es im Vorfeld zu Unstimmigkeiten und Verzögerungen in der Planung gekommen sei.
Zum ersten Mal wurde geplant, dass drei Männer den Eurovision Song Contest moderieren sollten und erstmals seit 1956, also dem ersten Contest, wird keine Frau moderieren. Am 27. Februar 2017 wurden Wolodymyr Ostaptschuk, Oleksandr Skitschko und Timur Miroschnytschenko als Gastgeber der Öffentlichkeit vorgestellt.

### Motto und Bühnendesign
NTU gab am 30. Januar 2017 das offizielle Logo und Motto Celebrate Diversity (dt. „Vielfalt feiern“) bekannt. Das Logo basiert auf einer traditionellen ukrainischen Perlenkette – mit Namen Namysto – die auch als Schutzamulett gilt. Die unterschiedlichen Muster auf den Kugeln des Logos sollen die Vielfalt des Mottos darstellen.
Einen Tag nach der Bekanntgabe des Logos und des Mottos wurde die Bühne vorgestellt, die von Florian Wieder entworfen wurde, der bereits für das Design der ESC-Bühnen in den Jahren 2011, 2012, und 2015 verantwortlich war.

### Eurovision-Emojis
Am 30. April 2017 stellten die Verantwortlichen des Eurovision Song Contests in Zusammenarbeit mit dem Kurznachrichtendienst Twitter drei Emojis zum Eurovision Song Contest 2017 vor. Wenn die Nutzer die Hashtags #ESC2017, #Eurovision, #12Points, #douzepoints oder #CelebrateDiversity in ihren Tweets verwenden, erscheint entweder ein Teil des Logos des offiziellen Eurovision Song Contests (Eurovision heart), die Siegertrophäe oder das Logo des diesjährigen Eurovision Song Contests.

### Nationale Jurys
Die nationalen Jurys vergeben die Hälfte aller Punkte beim Eurovision Song Contest. Dafür werden sich die Mitglieder eines Landes treffen und gemeinsam die Generalprobe der Shows anschauen. Jedes Mitglied erstellt daraufhin, basierend auf Stimme, Komposition und Originalität des Liedes, eine Rangliste aller Beiträge des Abends. Dabei soll dies jeder unabhängig von den anderen tun. Sobald alle Listen fertiggestellt sind, werden sie von der EBU überprüft und in Punkte umgerechnet.
| Land    | Mitglieder                       | Bekannt als                       |
| ------- | -------------------------------- | --------------------------------- |
| Belgien | Jean-François Pottier            |                                   |
| Belgien | Kevin Cocco                      | Sänger                            |
| Belgien | Tiffany Baworowski (Typh Barrow) | Sängerin                          |
| Belgien | Etienne Baffrey                  | Gründer des Radiosenders Antipode |
| Belgien | Marie Benmokaddem                | Sängerin                          |

| Land        | Mitglieder     | Bekannt als             |
| ----------- | -------------- | ----------------------- |
| Deutschland | Nicole         | Sängerin, Siegerin 1982 |
| Deutschland | Joy Denalane   | Sängerin                |
| Deutschland | Adel Tawil     | Sänger, Musikproduzent  |
| Deutschland | Wincent Weiss  | Sänger                  |
| Deutschland | Andreas Herbig | Musikproduzent          |

| Land       | Mitglieder        | Bekannt als                                  |
| ---------- | ----------------- | -------------------------------------------- |
| Österreich | Andreas Zahradnik | Musikjournalist, Moderator                   |
| Österreich | Christian Ude     | Journalist, Juror beim ORF-Vorentscheid 2016 |
| Österreich | Elly V            | Sängerin, Teilnehmerin am Vorentscheid 2016  |
| Österreich | Zoë Straub        | Sängerin, Schauspielerin, Teilnehmerin 2016  |
| Österreich | Sasha Saedi       | Musikmanager Universal Music                 |

| Land    | Mitglieder            | Bekannt als                          |
| ------- | --------------------- | ------------------------------------ |
| Schweiz | Peter Lerch           | Musikproduzent                       |
| Schweiz | Michael von der Heide | Sänger, Teilnehmer 2010              |
| Schweiz | Ivan Broggini         | Musiker, Teilnehmer 2012 mit Sinplus |
| Schweiz | Daniela Simmons       | Sängerin, Teilnehmerin 1986          |
| Schweiz | Anna Känzig           | Sängerin                             |

## Teilnehmer

Länder, die im Jahr 2017
nicht teilnahmen, aber mal teilgenommen hatten
teilnahmen
im Halbfinale ausschieden

### Länder
Am 31. Oktober 2016 gab die EBU auf ihrer ESC-Webseite die Teilnehmerliste bekannt, die mit 43 teilnehmenden Ländern so viele wie 2008 und 2011 beinhaltete. Die Anzahl verringerte sich auf 42 teilnehmende Länder, als am 13. April 2017 Russland seine Teilnahme wegen des Einreiseverbots Julija Samoilowas zurückzog. Die Ukraine startete, da sie den Wettbewerb im Vorjahr gewonnen hatte, direkt im Finale.
Portugal und Rumänien kehrten nach einjähriger Pause wieder zum Song Contest zurück, Bosnien und Herzegowina hingegen nahmen zum vierten Mal in fünf Jahren aufgrund finanzieller Engpässe des bosnischen Rundfunks nicht teil.
Australien durfte zum dritten Mal in Folge am Eurovision Song Contest teilnehmen. Nachdem es in Wien 2015 auf Einladung der EBU gleich für das Finale qualifiziert war, musste es sich in Kiew, wie bereits in Stockholm 2016, im Halbfinale für das Finale qualifizieren. Die EBU wies aber, wie bereits im Vorjahr, darauf hin, dass die Entscheidung noch ausstehe, ob Australien als assoziiertes Mitglied nun immer am Contest teilnehmen darf.

### Wiederkehrende Teilnehmer
Georgiens Teilnehmerin Tako Gatschetschiladse sollte das Land schon 2009 als Mitglied der Gruppe Stephane & 3G vertreten, GBP zog die Teilnahme allerdings wieder zurück.
Die niederländischen Teilnehmerinnen O’G3NE nahmen als Lisa, Amy & Shelley am Junior Eurovision Song Contest 2007 in Rotterdam teil und erreichten den elften Platz unter 17 Teilnehmern.
| Land       | Interpret                                   | Vorherige(s) Teilnahmejahr(e)    |
| ---------- | ------------------------------------------- | -------------------------------- |
| Estland    | Koit Toome (Duett mit Laura)                | 1998                             |
| Estland    | Laura (Duett mit Koit Toome)                | 2005 (als Mitglied von Suntribe) |
| Israel     | Imri Ziv                                    | Begleitung: 2015 und 2016        |
| Moldau     | SunStroke Project                           | 2010 (zusammen mit Olia Tira)    |
| San Marino | Valentina Monetta (Duett mit Jimmie Wilson) | 2012 • 2013 • 2014               |
| Serbien    | Tijana Bogićević                            | Begleitung: 2011                 |
| Slowenien  | Omar Naber                                  | 2005                             |

### Absagen und damit keine Rückkehr zum ESC
| Land                    | Grund und Bemerkung | letztmalige Teilnahme |
| ----------------------- | --- | --------------------- |
| Andorra                 | Am 19. Mai 2016 sagte RTVA ab und kehrte somit 2017 nicht zurück. | 2009                  |
| Bosnien und Herzegowina | Am 29. September 2016 gab BHRT bekannt, dass das Land aufgrund fehlender Sponsoren, verbunden mit der finanziellen Notlage von BHRT aufgrund fehlender Rundfunkgebühren, nicht teilnehmen könne. BHRT hatte bereits von 2013 bis 2015 aus diesem Grund eine Teilnahme am ESC ausgeschlossen und konnte 2016 nur durch Sponsoring teilnehmen. | 2016                  |
| Luxemburg               | Am 25. Mai 2016 gab RTL bekannt, dass Luxemburg 2017 nicht zurückkehren wird. Am 21. Juni 2016 gab man bekannt, dass sich der parlamentarische Petitionsausschuss mit fünf verschiedenen Petitionen beschäftigen werde, von denen eine die Rückkehr des Landes zum Eurovision Song Contest fordert. Am 25. Juni 2016 wurden vom Sender RTL dann jedoch aussagekräftige Gründe genannt, warum Luxemburg am ESC nicht teilnehmen kann. Obwohl über eine Rückkehr noch diskutiert wurde, stand auch Luxemburg nicht auf der offiziellen Teilnehmerliste und wird somit auch 2017 nicht zurückkehren. | 1993                  |
| Monaco                  | Am 19. August 2016 hat TMC seine Nichtteilnahme Monacos für den ESC 2017 bestätigt. | 2006                  |
| Marokko                 | Da Marokko nicht auf der offiziellen Teilnehmerliste steht, kehrte das nordafrikanische Land auch 2017 nicht zurück. | 1980                  |
| Russland                | Seitens Russlands sollte der halbstaatliche Fernsehsender Perwy kanal (Erster Kanal) für die Teilnahme am ESC 2017 verantwortlich sein. Die Veranstaltungen sollten sowohl in seinem Programm, als auch im Programm von Rossija 1 (staatlich) ausgestrahlt werden. Am 22. März wurde bekannt gegeben, dass die Ukraine ein dreijähriges Einreiseverbot für die russische Teilnehmerin Julija Samoilowa erlassen hat. Sie war 2015 – nach ukrainischem Gesetz widerrechtlich – auf die Krim eingereist, ohne dafür einen offiziellen ukrainischen Grenzübergang zu benutzen. Die EBU ließ wissen, dass sie die Gesetze des Gastgebers respektiere, aber trotzdem versuchen würde, eine Lösung herbeizuführen, so dass alle gemeldeten Interpreten in Kiew an den Start gehen könnten. Am 23. März machte die EBU den Vorschlag, dass Julija Samoilowa über Satellit in die Livesendung geschaltet würde, was aber sowohl von Russland als auch von der Ukraine abgelehnt wurde. Am 13. April gab der Perwy kanal bekannt, dass man sich aufgrund der Umstände von der Teilnahme 2017 zurückziehe. Zudem werde man die Veranstaltungen des ESC auch nicht übertragen. Dieser Entscheidung habe sich auch der staatliche Fernsehsender Rossija angeschlossen. | 2016                  |
| Slowakei                | Am 24. Oktober 2016 bestätigte RTVS, dass die Slowakei auch 2017 nicht zurückkehren werde. Ein konkreter Grund wurde wie in den Vorjahren auch dieses Jahr nicht genannt. | 2012                  |
| Türkei                  | Am 28. September 2016 bestätigte TRT, dass die Türkei auch 2017 nicht zurückkehren werde. Der automatische Finaleinzug der Big Five sowie die Verwendung von Fachjurys werden von TRT als Gründe für die Nichtteilnahme seit 2013 genannt. | 2012                  |

### Absagen und damit kein Debüt beim ESC
| Land          | Grund und Bemerkung |
| ------------- | --- |
| Kasachstan    | Der Sender Khabar erlangte im März 2016 die assoziierte Mitgliedschaft bei der EBU. Im Oktober 2016 wurde bekannt, dass eine neue Regel assoziierten Mitgliedern wie Khabar die Teilnahme mit Erlaubnis der Reference Group möglich macht. Allerdings stand Kasachstan nicht auf der Teilnehmerliste. |
| Liechtenstein | Am 21. September gab 1 FL TV bekannt, dass man 2017 nicht debütieren werde. Man strebe aber Gespräche mit der EBU bezüglich einer Mitgliedschaft im Dezember an. Dafür würden allerdings die Unterstützung der Regierung sowie weitere finanzielle Mittel benötigt.                                   |

## Nationale Vorentscheidungen

### Belgien
In diesem Jahr ist der französischsprachige Sender RTBF für die Auswahl verantwortlich. Am 22. November 2016 wurde die belgische Sängerin Blanche als belgische Vertreterin für den Eurovision Song Contest 2017 vorgestellt.

### Deutschland
Am 9. Februar 2017 fand unter dem Titel Eurovision Song Contest – Unser Song 2017 der deutsche Vorentscheid in Köln statt. Als Gewinnerin setzte sich unter fünf Kandidaten Isabella Levina Lueen mit dem Lied Perfect Life durch.

### Österreich
Am 21. September 2016 gab der ORF bekannt, 2017 auf eine Vorentscheidung zu verzichten und wie 2014 eine interne Auswahl zu tätigen. Am 19. Dezember 2016 wurde Nathan Trent als österreichischer Vertreter vorgestellt. Der Beitrag Running on Air wurde am 28. Februar 2017 präsentiert. Trent war auch unter jenen 33 Kandidaten für den deutschen Vorentscheid Unser Song 2017.

### Schweiz
Am 15. Juni 2016 gab SRG SSR bekannt, sein Vorentscheidungskonzept ändern zu wollen. Anstatt der bisher erfolgten regionalen Auswahl wird nun nur noch eine nicht öffentlich zugängliche Internetplattform als Bewerbung dienen, den Beitrag auszusuchen. 21 Kandidaten wurden zu einem «Livecheck» am 4. Dezember 2016 eingeladen, aus welchem sich sechs Künstler für das Finale am 5. Februar 2017 in Zürich-Oerlikon qualifiziert haben.
Am 5. Februar 2017 traten sechs Kandidaten in der zweistündigen Sendung Eurovision Song Contest 2017 – Entscheidungsshow an. Die Sendung wurde im Studio 1 des SRF in Zürich produziert Die Moderation übernahm Sven Epiney. Während der Sendung trat der Sänger Sebalter, der die Schweiz beim Eurovision Song Contest 2014 vertrat, mit seinem Lied Weeping Willow auf. Das Schweizer Fernsehpublikum entschied sich per Televoting mehrheitlich für die Band Timebelle mit ihrem Lied Apollo. Sie werden am 11. Mai 2017 im zweiten Halbfinale antreten.
| Platz | Startnr. | Interpret     | Lied Musik (M) und Text (T)                                                                                 | Prozent |
| ----- | -------- | ------------- | --- | ------- |
| 1.    | 6        | Timebelle     | Apollo M/T: Elias Näslin, Nicolas Günthardt, Alessandra Günthardt                                           | 47,88 % |
| 2.    | 1        | Nadya         | The Fire in the Sky M/T: Ricardo Sanz                                                                       | 18,02 % |
| 3.    | 3        | Michèle       | Two Faces M/T: Laura Kloos, Hermann Niesig, Nils Brunkhorst and Michèle Bircher                             | 11,44 % |
| 4.    | 2        | Ginta Biku    | Cet Air La M: Johan Czerneski, Daniel Kromo Kromolowski; T: Ginta Biku, LIM (Salim Lakhdari)                | 08,31 % |
| 5.    | 5        | Shana Pearson | Exodus M/T: Denniz Jamm, Andreas Stone Johansson, Mahan Moin                                                | 07,56 % |
| 6.    | 4        | Freschta      | Gold M: Iris Bösiger, Christoph Bauss, Christopher Heath, Simon Adrian, Freschta Akbarzada; T: Iris Bösiger | 06,79 % |

### Andere Länder
Die folgende Tabelle zeigt, in welchem Modus die restlichen Teilnehmerländer die Auswahl ihres Interpreten vorgenommen haben.
| Land                   | Nationaler Vorentscheid                       |
| ---------------------- | --------------------------------------------- |
| Albanien               | Festivali i Këngës 2016                       |
| Armenien               | Depi Jewratessil (Դեպի եվրատեսիլ) (Interpret) |
| Armenien               | interne Auswahl (Lied)                        |
| Australien             | interne Auswahl                               |
| Aserbaidschan          | interne Auswahl                               |
| Belarus                | Eurofest 2017                                 |
| Bulgarien              | interne Auswahl                               |
| Dänemark               | Dansk Melodi Grand Prix 2017                  |
| Estland                | Eesti Laul 2017                               |
| Finnland               | Uuden Musiikin Kilpailu (UMK) 2017            |
| Frankreich             | interne Auswahl                               |
| Georgien               | Nationaler Vorentscheid                       |
| Griechenland           | interne Auswahl (Interpret)                   |
| Griechenland           | Ellinikós Telikós 2017 (Lied)                 |
| Island                 | Söngvakeppnin 2017                            |
| Israel                 | Hakochav Haba (הכוכב הבא) (Interpret)         |
| Israel                 | interne Auswahl (Lied)                        |
| Irland                 | interne Auswahl                               |
| Italien                | Sanremo-Festival 2017                         |
| Kroatien               | interne Auswahl                               |
| Lettland               | Supernova 2017                                |
| Litauen                | Eurovizijos 2017                              |
| Malta                  | Malta Eurovision Song Contest 2017            |
| Mazedonien             | interne Auswahl                               |
| Moldau                 | O Melodie Pentru Europa 2017                  |
| Montenegro             | interne Auswahl                               |
| Niederlande            | interne Auswahl                               |
| Norwegen               | Melodi Grand Prix 2017                        |
| Polen                  | Krajowe Eliminacje 2017                       |
| Portugal               | Festival da Canção 2017                       |
| Rumänien               | Selecția Națională 2017                       |
| Russland               | interne Auswahl                               |
| San Marino             | interne Auswahl                               |
| Schweden               | Melodifestivalen 2017                         |
| Serbien                | interne Auswahl                               |
| Slowenien              | Evrovizijska Melodija (EMA) 2017              |
| Spanien                | Objetivo Eurovisión 2017                      |
| Tschechien             | interne Auswahl                               |
| Ukraine                | Widbir 2017                                   |
| Ungarn                 | A Dal 2017                                    |
| Vereinigtes Königreich | Eurovision 2017: You Decide                   |
| Zypern                 | interne Auswahl                               |

## Halbfinale

Teilnehmer des 1. Halbfinales
Stimmberechtigte Länder im 1. Halbfinale
Teilnehmer des 2. Halbfinales
Stimmberechtigte Länder im 2. Halbfinale

### Auslosung
Die Halbfinalauslosung fand am 31. Januar 2017 ab 11:00 Uhr (MEZ) im Kiewer Rathaus statt. Dort entschied sich, in welchem Halbfinale die Länder antreten werden. Außerdem wurde festgelegt, in welchem Halbfinale die Big-Five-Länder und der Gastgeber Ukraine stimmberechtigt sein werden. Aufgrund einer Anfrage der ARD wurde Deutschland ohne Auslosung das Stimmrecht im zweiten Halbfinale zugewiesen. Die Schweiz wurde auf Anfrage des SRF im Vorfeld dem zweiten Halbfinale zugeteilt. Die anderen Länder werden gelost. Die exakte Startreihenfolge wird vom austragenden Fernsehsender NTU bestimmt.
Auf Grundlage des Abstimmungsmusters der letzten elf Jahre wurden die 37 Länder der Halbfinale auf sechs Lostöpfe verteilt. Das deutsche Unternehmen Digame kam zu folgender Verteilung:
| Topf 1                                                                | Topf 2                                                         | Topf 3                                                              | Topf 4                                                           | Topf 5                                                                 | Topf 6                                                        |
| --------------------------------------------------------------------- | -------------------------------------------------------------- | ------------------------------------------------------------------- | ---------------------------------------------------------------- | ---------------------------------------------------------------------- | ------------------------------------------------------------- |
| - Albanien - Mazedonien - Montenegro - Kroatien - Serbien - Slowenien | - Dänemark - Estland - Finnland - Island - Norwegen - Schweden | - Armenien - Aserbaidschan - Belarus - Israel - Georgien - Russland | - Bulgarien - Moldau - Griechenland - Rumänien - Ungarn - Zypern | - Australien - Malta - Österreich - Portugal - San Marino - Tschechien | - Belgien - Irland - Lettland - Litauen - Niederlande - Polen |

### Erstes Halbfinale
Das erste Halbfinale fand am 9. Mai 2017 um 21:00 Uhr (MESZ) statt. Die zehn bestplatzierten Länder qualifizierten sich für das Finale. Sie sind hier hellgrün unterlegt.
Im ersten Halbfinale waren  Italien,  Spanien und das  Vereinigte Königreich neben den dort teilnehmenden Ländern stimmberechtigt.
| Platz | Startnr. | Land          | Interpret                                 | Lied Musik (M) und Text (T)                                                                                     | Sprache       | Übersetzung (Inoffiziell)   | Punkte | Punkte    | Punkte |
| Platz | Startnr. | Land          | Interpret                                 | Lied Musik (M) und Text (T)                                                                                     | Sprache       | Übersetzung (Inoffiziell)   | Jury   | Zuschauer | Gesamt |
| ----- | -------- | ------------- | ----------------------------------------- | --- | ------------- | --------------------------- | ------ | --------- | ------ |
| 01.   | 09       | Portugal      | Salvador Sobral                           | Amar pelos dois M/T: Luísa Sobral                                                                               | Portugiesisch | Für beide lieben            | 173    | 197       | 370    |
| 02.   | 12       | Moldau        | SunStroke Project                         | Hey Mamma M: Anton Ragoza, Serghei Ialovițchii, Serghei Stepanov, Mihail Cebotarenco; T: Alina Galitcaia        | Englisch      | Hey Mama                    | 111    | 180       | 291    |
| 03.   | 01       | Schweden      | Robin Bengtsson                           | I Can’t Go On M/T: David Kreuger, Hamed „K-One“ Pirouzpanah, Robin Stjernberg                                   | Englisch      | Ich kann nicht weitermachen | 124    | 103       | 227    |
| 04.   | 05       | Belgien       | Blanche                                   | City Lights M: Pierre Dumoulin, Emmanuel Delcourt; T: Pierre Dumoulin, Ellie Delvaux                            | Englisch      | Stadtlichter                | 040    | 125       | 165    |
| 05.   | 15       | Zypern        | Hovig Χόβιγκ / Հովիկ                      | Gravity M/T: Thomas G:son                                                                                       | Englisch      | Schwerkraft                 | 061    | 103       | 164    |
| 06.   | 03       | Australien    | Isaiah                                    | Don’t Come Easy M/T: DNA (David Musumeci, Anthony Egizii), Michael Angelo                                       | Englisch      | Es fällt nicht leicht       | 139    | 021       | 160    |
| 07.   | 16       | Armenien      | Artsvik Արծվիկ                            | Fly with Me M: Lilit Nawassardjan, Lewon Nawassardjan; T: Awet Barseghjan, Dawid Zerunjan                       | Englisch      | Fliege mit mir              | 087    | 065       | 152    |
| 08.   | 08       | Aserbaidschan | Dihaj                                     | Skeletons M: İsa Məlikov; T: Sandra Bjurman                                                                     | Englisch      | Skelette                    | 087    | 063       | 150    |
| 09.   | 11       | Polen         | Kasia Moś                                 | Flashlight M/T: Kasia Moś, Rickard Bonde Truumeel, Pete Baringger (DWB)                                         | Englisch      | Blitzlicht                  | 050    | 069       | 119    |
| 10.   | 10       | Griechenland  | Demy Δήμητρα Παπαδέα                      | This Is Love M: Dimitris Kontopoulos; T: John Ballard, Romy Papadea                                             | Englisch      | Das ist Liebe               | 061    | 054       | 115    |
| 11.   | 02       | Georgien      | Tamara Gatschetschiladse თამარ გაჩეჩილაძე | Keep the Faith M: Anri Dschochadse; T: Tamara Gatschetschiladse                                                 | Englisch      | Bewahre den Glauben         | 062    | 037       | 099    |
| 12.   | 07       | Finnland      | Norma John                                | Blackbird M/T: Lasse Piirainen, Leena Tirronen                                                                  | Englisch      | Amsel                       | 041    | 051       | 092    |
| 13.   | 14       | Tschechien    | Martina Barta                             | My Turn M/T: DWB (Paul Drew, Greig Watts, Pete Barringer), Kyler Niko                                           | Englisch      | Ich bin an der Reihe        | 081    | 002       | 083    |
| 14.   | 04       | Albanien      | Lindita Halimi                            | World M: Klodian Qafoku; T: Lindita Halimi, Big Basta                                                           | Englisch      | Welt                        | 038    | 038       | 076    |
| 15.   | 13       | Island        | Svala                                     | Paper M: Svala Björgvinsdóttir, Einar Egilsson, Lester Mendez, Lily Elise; T: Svala Björgvinsdóttir, Lily Elise | Englisch      | Papier                      | 029    | 031       | 060    |
| 16.   | 06       | Montenegro    | Slavko Kalezić Славко Калезић             | Space M: Momčilo Zeković Zeko; T: Momčilo Zeković Zeko, Adis Eminić, Iva Boršić                                 | Englisch      | Weltraum                    | 017    | 039       | 056    |
| 17.   | 17       | Slowenien     | Omar Naber                                | On My Way M: Omar Naber, Žiga Pirnat; T: Omar Naber                                                             | Englisch      | Auf meinem Weg              | 016    | 020       | 036    |
| 18.   | 18       | Lettland      | Triana Park                               | Line M: Agnese Rakovska, Kristaps Ērglis, Kristians Rakovskis; T: Agnese Rakovska                               | Englisch      | Linie                       | 001    | 020       | 021    |

### Punktetafel erstes Halbfinale
In der folgenden Tabelle sind die Punkte der Jury und des Televotings dargestellt. Die grün unterlegten Länder haben sich für das Finale qualifiziert. Die orange unterlegte Zeile stellt die Televotingpunkte dar, während die weiß bzw. grün unterlegte Zeile die Jurypunkte darstellt.
| Abstimmungsergebnis | Abstimmungsergebnis | Abstimmungsergebnis | Abstimmungsergebnis | Abstimmungsergebnis | Abstimmungsergebnis | Abstimmungsergebnis | Abstimmungsergebnis | Abstimmungsergebnis | Abstimmungsergebnis | Abstimmungsergebnis | Abstimmungsergebnis | Abstimmungsergebnis | Abstimmungsergebnis | Abstimmungsergebnis | Abstimmungsergebnis | Abstimmungsergebnis | Abstimmungsergebnis | Abstimmungsergebnis | Abstimmungsergebnis | Abstimmungsergebnis | Abstimmungsergebnis | Abstimmungsergebnis | Abstimmungsergebnis | Abstimmungsergebnis | Abstimmungsergebnis | Abstimmungsergebnis | Abstimmungsergebnis |
| Startnr.            | Land                |                     |                     |                     |                     |                     |                     |                     |                     |                     |                     |                     |                     |                     |                     |                     |                     |                     |                     |                     |                     |                     |                     |                     |                     |                     |                     |
| Startnr.            | Land                | Platz               | Punkte              | Punkte              | AL                  | AM                  | AU                  | AZ                  | BE                  | CY                  | CZ                  | FI                  | GE                  | GR                  | IS                  | IT                  | LV                  | MD                  | ME                  | PL                  | PT                  | SI                  | ES                  | SE                  | UK                  | Votings             | Votings             |
| ------------------- | ------------------- | ------------------- | ------------------- | ------------------- | ------------------- | ------------------- | ------------------- | ------------------- | ------------------- | ------------------- | ------------------- | ------------------- | ------------------- | ------------------- | ------------------- | ------------------- | ------------------- | ------------------- | ------------------- | ------------------- | ------------------- | ------------------- | ------------------- | ------------------- | ------------------- | ------------------- | ------------------- |
| 01                  | Schweden            | 03.                 | 227                 | 124                 | 4                   | 5                   | 8                   | –                   | 12                  | 8                   | 10                  | 12                  | 8                   | 2                   | 8                   | 10                  | 2                   | 8                   | 6                   | 4                   | 5                   | 7                   | 3                   |                     | 2                   | 19                  | 39                  |
| 01                  | Schweden            | 03.                 | 227                 | 103                 | 10                  | 4                   | 8                   | 6                   | 5                   | 5                   | 2                   | 7                   | 4                   | 3                   | 10                  | 1                   | 7                   | 1                   | 3                   | 5                   | 10                  | 5                   | 6                   |                     | 1                   | 20                  | 39                  |
| 02                  | Georgien            | 11.                 | 099                 | 062                 | 1                   | 6                   | –                   | 6                   | 3                   | –                   | –                   | 3                   |                     | 4                   | 7                   | 2                   | –                   | 5                   | –                   | 10                  | 3                   | 5                   | –                   | 6                   | 1                   | 14                  | 21                  |
| 02                  | Georgien            | 11.                 | 099                 | 037                 | –                   | 8                   | –                   | 12                  | –                   | 1                   | –                   | –                   |                     | 6                   | –                   | 2                   | –                   | 2                   | –                   | –                   | 6                   | –                   | –                   | –                   | –                   | 07                  | 21                  |
| 03                  | Australien          | 06.                 | 160                 | 139                 | 5                   | 1                   |                     | 7                   | 10                  | 7                   | 12                  | 8                   | 6                   | –                   | 10                  | 1                   | 10                  | 6                   | 3                   | 8                   | 6                   | 12                  | 8                   | 12                  | 7                   | 19                  | 28                  |
| 03                  | Australien          | 06.                 | 160                 | 021                 | 1                   | 3                   |                     | 2                   | 1                   | 2                   | –                   | –                   | –                   | –                   | 6                   | –                   | –                   | –                   | 1                   | –                   | –                   | 3                   | –                   | 2                   | –                   | 09                  | 28                  |
| 04                  | Albanien            | 14.                 | 076                 | 038                 |                     | –                   | –                   | 10                  | –                   | –                   | –                   | –                   | –                   | 10                  | –                   | 8                   | –                   | –                   | 10                  | –                   | –                   | –                   | –                   | –                   | –                   | 04                  | 10                  |
| 04                  | Albanien            | 14.                 | 076                 | 038                 |                     | –                   | –                   | 3                   | –                   | –                   | –                   | –                   | –                   | 5                   | –                   | 7                   | –                   | 10                  | 12                  | –                   | –                   | 1                   | –                   | –                   | –                   | 06                  | 10                  |
| 05                  | Belgien             | 04.                 | 165                 | 040                 | 3                   | –                   | –                   | –                   |                     | 3                   | 3                   | –                   | –                   | 1                   | 2                   | 5                   | 5                   | –                   | –                   | 7                   | –                   | 2                   | 2                   | 3                   | 4                   | 12                  | 30                  |
| 05                  | Belgien             | 04.                 | 165                 | 125                 | 8                   | 6                   | –                   | 7                   |                     | 4                   | 6                   | 10                  | 5                   | 4                   | 7                   | 6                   | 10                  | –                   | 2                   | 8                   | 8                   | 8                   | 8                   | 10                  | 4                   | 18                  | 30                  |
| 06                  | Montenegro          | 16.                 | 056                 | 017                 | –                   | –                   | –                   | 8                   | –                   | –                   | 2                   | –                   | –                   | 7                   | –                   | –                   | –                   | –                   |                     | –                   | –                   | –                   | –                   | –                   | –                   | 03                  | 12                  |
| 06                  | Montenegro          | 16.                 | 056                 | 039                 | –                   | 1                   | 7                   | 5                   | –                   | –                   | –                   | –                   | –                   | –                   | 2                   | 5                   | –                   | 8                   |                     | –                   | –                   | 6                   | 1                   | 1                   |                     | 09                  | 12                  |
| 07                  | Finnland            | 12.                 | 092                 | 041                 | –                   | –                   | 7                   | –                   | –                   | 6                   | 1                   |                     | –                   | –                   | 3                   | –                   | –                   | 3                   | –                   | 1                   | 7                   | 6                   | –                   | 7                   | –                   | 09                  | 22                  |
| 07                  | Finnland            | 12.                 | 092                 | 051                 | 5                   | –                   | 2                   | –                   | 3                   | –                   | 3                   |                     | –                   | 1                   | 3                   | –                   | 5                   | –                   | –                   | 4                   | 7                   | 2                   | 5                   | 8                   | 3                   | 13                  | 22                  |
| 08                  | Aserbaidschan       | 08.                 | 150                 | 087                 | 7                   | –                   | 3                   |                     | 5                   | 4                   | 4                   | –                   | 10                  | 8                   | 6                   | 12                  | 1                   | 4                   | 7                   | –                   | 8                   | 3                   | 5                   | –                   | –                   | 16                  | 25                  |
| 08                  | Aserbaidschan       | 08.                 | 150                 | 063                 | –                   | –                   | 1                   |                     | –                   | 10                  | –                   | 12                  | –                   | 12                  | –                   | –                   | –                   | 2                   | 6                   | 6                   | –                   | 1                   | 7                   | –                   | –                   | 09                  | 25                  |
| 09                  | Portugal            | 01.                 | 370                 | 173                 | 6                   | 7                   | 6                   | 12                  | 7                   | 10                  | 7                   | 10                  | 12                  | 5                   | 12                  | 4                   | 12                  | 12                  | 4                   | 12                  |                     | 8                   | 12                  | 5                   | 10                  | 20                  | 40                  |
| 09                  | Portugal            | 01.                 | 370                 | 197                 | 12                  | 7                   | 10                  | 8                   | 12                  | 6                   | 7                   | 12                  | 8                   | 10                  | 12                  | 10                  | 12                  | 6                   | 7                   | 12                  |                     | 12                  | 12                  | 12                  | 10                  | 20                  | 40                  |
| 10                  | Griechenland        | 10.                 | 115                 | 061                 | 8                   | 10                  | 1                   | –                   | –                   | 12                  | –                   | –                   | –                   |                     | 1                   | –                   | –                   | 7                   | 12                  | 2                   | 2                   | –                   | 6                   | –                   | –                   | 10                  | 21                  |
| 10                  | Griechenland        | 10.                 | 115                 | 054                 | 6                   | 5                   | 3                   | –                   | 6                   | 12                  | –                   | –                   | 2                   |                     | –                   | 4                   | –                   | –                   | 4                   | 2                   | 5                   | –                   | –                   | –                   | 5                   | 11                  | 21                  |
| 11                  | Polen               | 09.                 | 119                 | 050                 | 2                   | 2                   | 12                  | 3                   | 4                   | 2                   | 8                   | 2                   | –                   | –                   | –                   | –                   | 3                   | 1                   | –                   |                     | 1                   | 4                   | –                   | –                   | 6                   | 13                  | 28                  |
| 11                  | Polen               | 09.                 | 119                 | 069                 | 2                   | 2                   | –                   | 1                   | 8                   | 3                   | 8                   |                     | 3                   | 2                   | 5                   | 8                   | 3                   | 3                   | –                   |                     | –                   | –                   | 3                   | 6                   | 12                  | 15                  | 28                  |
| 12                  | Moldau              | 02.                 | 291                 | 111                 | 12                  | 8                   | 10                  | 5                   | 1                   | –                   | 6                   | 6                   | 3                   | 3                   | –                   | 7                   | 6                   |                     | 5                   | –                   | 10                  | –                   | 7                   | 10                  | 12                  | 16                  | 36                  |
| 12                  | Moldau              | 02.                 | 291                 | 180                 | 7                   | 10                  | 12                  | 10                  | 10                  | 7                   | 10                  | 8                   | 6                   | 7                   | 8                   | 12                  | 8                   |                     | 10                  | 10                  | 12                  | 10                  | 10                  | 5                   | 8                   | 20                  | 36                  |
| 13                  | Island              | 15.                 | 060                 | 029                 | –                   | 3                   | 2                   | 2                   | 2                   | –                   | –                   | 5                   | 2                   | –                   |                     | –                   | 8                   | 2                   | –                   | –                   | –                   | –                   | 1                   | 2                   | –                   | 10                  | 18                  |
| 13                  | Island              | 15.                 | 060                 | 031                 | 4                   | –                   | –                   | –                   | –                   | –                   | –                   | 5                   | 1                   | –                   |                     | –                   | 4                   | –                   | –                   | 1                   | –                   | –                   | 7                   | 7                   | 2                   | 08                  | 18                  |
| 14                  | Tschechien          | 13.                 | 083                 | 081                 | –                   | 4                   | 4                   | 4                   | 6                   | 1                   |                     | –                   | 1                   | –                   | 5                   | –                   | 7                   | –                   | 2                   | 3                   | 12                  | 10                  | 10                  | 4                   | 8                   | 16                  | 17                  |
| 14                  | Tschechien          | 13.                 | 083                 | 002                 | –                   | –                   | –                   | –                   | –                   | –                   |                     | –                   | –                   | –                   | –                   | –                   | –                   | –                   | –                   | –                   | 2                   | –                   | –                   | –                   | –                   | 01                  | 17                  |
| 15                  | Zypern              | 05.                 | 164                 | 061                 | –                   | 12                  | –                   | –                   | 8                   |                     | 5                   | 7                   | 5                   | 6                   | 4                   | 3                   | –                   | –                   | –                   | –                   | –                   | –                   | –                   | 8                   | 3                   | 10                  | 28                  |
| 15                  | Zypern              | 05.                 | 164                 | 103                 | 3                   | 12                  | 6                   | –                   | 4                   |                     | 4                   | 6                   | 7                   | 12                  | 4                   | 3                   | 6                   | 7                   | 5                   | 7                   | 3                   | 4                   |                     | 4                   | 6                   | 18                  | 28                  |
| 16                  | Armenien            | 07.                 | 152                 | 087                 | 10                  |                     | 5                   | –                   | –                   | 5                   | –                   | 4                   | 7                   | 12                  | –                   | 6                   | 4                   | 10                  | 8                   | 6                   | 4                   | 1                   | –                   | –                   | 5                   | 14                  | 26                  |
| 16                  | Armenien            | 07.                 | 152                 | 065                 | –                   |                     | 5                   | –                   | 7                   | 8                   | 5                   | 4                   | 10                  | 8                   | –                   | –                   | 1                   | 4                   | –                   | 6                   | –                   | –                   | 4                   | 3                   | –                   | 12                  | 26                  |
| 17                  | Slowenien           | 17.                 | 036                 | 016                 | –                   | –                   | –                   | –                   | –                   | –                   | –                   | 1                   | 4                   | –                   | –                   | –                   | –                   | –                   | 1                   | 5                   | –                   |                     | 4                   | 1                   | –                   | 06                  | 12                  |
| 17                  | Slowenien           | 17.                 | 036                 | 020                 | –                   | –                   | –                   | –                   | 2                   | –                   | 1                   | 2                   | –                   | –                   | –                   | –                   | –                   | –                   | 8                   | 3                   | 4                   |                     | –                   | –                   | –                   | 06                  | 12                  |
| 18                  | Lettland            | 18.                 | 021                 | 001                 | –                   | –                   | –                   | 1                   | –                   | –                   | –                   | –                   | –                   | –                   | –                   | –                   |                     | –                   | –                   | –                   | –                   | –                   | –                   | –                   | –                   | 01                  | 07                  |
| 18                  | Lettland            | 18.                 | 021                 | 020                 | –                   | –                   | –                   | 4                   | –                   | –                   | –                   | 1                   | –                   | –                   | 1                   | –                   | –                   | 5                   | –                   | –                   | –                   | –                   | 2                   | –                   | 7                   | 06                  | 07                  |

- Die wenigsten Jury-Votings:  Lettland – 1
- Die wenigsten Televoting-Votings:  Tschechien – 1
- Die wenigsten Gesamt-Votings:  Lettland – 7
- Die wenigsten Jury-Punkte:  Lettland – 1
- Die wenigsten Televoting-Punkte:  Tschechien – 2
- Die wenigsten Gesamt-Punkte:  Lettland – 21
- Die meisten Jury-Votings:  Portugal – 20
- Die meisten Televoting-Votings:  Moldau,  Portugal,  Schweden – 20
- Die meisten Gesamt-Votings:  Portugal – 40
- Die meisten Jury-Punkte:  Portugal – 173
- Die meisten Televoting-Punkte:  Portugal – 197
- Die meisten Gesamt-Punkte:  Portugal – 370

### Statistik der Zwölf-Punkte-Vergabe (Erstes Halbfinale)
Fettgeschriebene Länder haben das Finale erreicht.
| Jury   | Jury          | Jury                                                              |
| Anzahl | Land          | erhalten von                                                      |
| ------ | ------------- | ----------------------------------------------------------------- |
| 7      | Portugal      | Aserbaidschan, Georgien, Island, Lettland, Moldau, Polen, Spanien |
| 3      | Australien    | Schweden, Slowenien, Tschechien                                   |
| 2      | Griechenland  | Montenegro, Zypern                                                |
| 2      | Moldau        | Albanien, Vereinigtes Königreich                                  |
| 2      | Schweden      | Belgien, Finnland                                                 |
| 1      | Armenien      | Griechenland                                                      |
| 1      | Aserbaidschan | Italien                                                           |
| 1      | Polen         | Australien                                                        |
| 1      | Tschechien    | Portugal                                                          |
| 1      | Zypern        | Armenien                                                          |

| Zuschauer | Zuschauer     | Zuschauer                                                                          |
| Anzahl    | Land          | erhalten von                                                                       |
| --------- | ------------- | ---------------------------------------------------------------------------------- |
| 9         | Portugal      | Albanien, Belgien, Finnland, Island, Lettland, Polen, Schweden, Slowenien, Spanien |
| 3         | Aserbaidschan | Georgien, Moldau, Tschechien                                                       |
| 3         | Moldau        | Australien, Italien, Portugal                                                      |
| 2         | Zypern        | Armenien, Griechenland                                                             |
| 1         | Albanien      | Montenegro                                                                         |
| 1         | Georgien      | Aserbaidschan                                                                      |
| 1         | Griechenland  | Zypern                                                                             |
| 1         | Polen         | Vereinigtes Königreich                                                             |

### Zweites Halbfinale

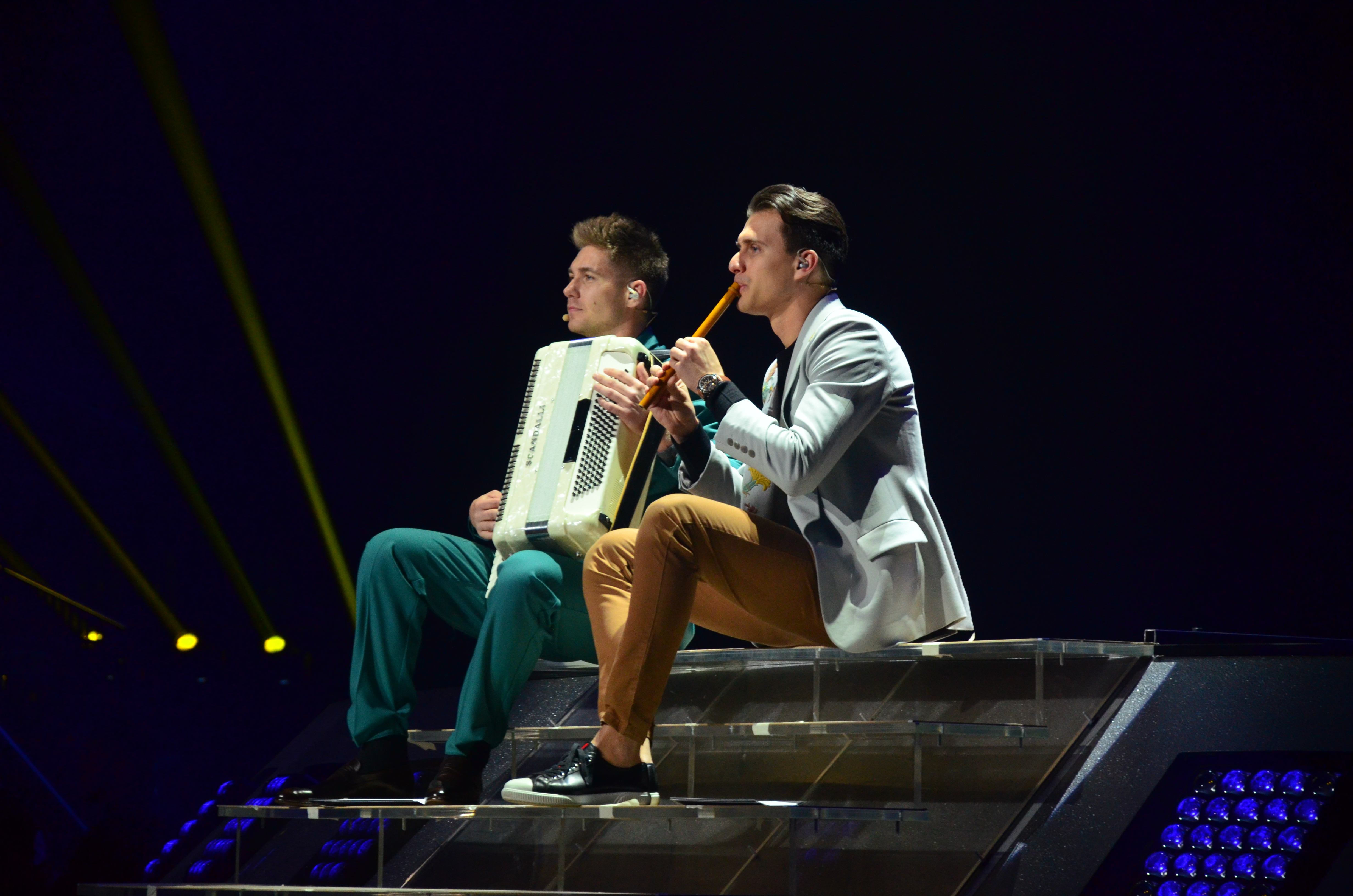
Oleksandr Skitschko und Wolodymyr Ostaptschuk während des Eröffnungsacts

Das zweite Halbfinale fand am 11. Mai 2017 um 21:00 Uhr (MESZ) statt. Die zehn bestplatzierten Länder qualifizierten sich für das Finale. Sie sind hier hellgrün unterlegt.
Im zweiten Halbfinale waren  Deutschland,  Frankreich und das Gastgeberland  Ukraine neben den dort teilnehmenden Ländern stimmberechtigt.
| Platz | Startnr. | Land        | Interpret                         | Lied Musik (M) und Text (T)                                                                                             | Sprache               | Übersetzung (Inoffiziell)    | Punkte | Punkte    | Punkte |
| Platz | Startnr. | Land        | Interpret                         | Lied Musik (M) und Text (T)                                                                                             | Sprache               | Übersetzung (Inoffiziell)    | Jury   | Zuschauer | Gesamt |
| ----- | -------- | ----------- | --------------------------------- | --- | --------------------- | ---------------------------- | ------ | --------- | ------ |
| 01.   | 15       | Bulgarien   | Kristian Kostow Кристиан Костов   | Beautiful Mess M/T: Borislaw Milanow, Sebastian Arman, Joacim Persson, Alexander V. Blay, Alex Omar, Kristian Kostow    | Englisch              | Herrliches Durcheinander     | 199    | 204       | 403    |
| 02.   | 07       | Ungarn      | Joci Pápai                        | Origo M/T: József Pápai                                                                                                 | Ungarisch, Romani     | Herkunft                     | 066    | 165       | 231    |
| 03.   | 18       | Israel      | Imri Ziv אימרי זיו                | I Feel Alive M/T: Dolev Ram, Penn Hazut                                                                                 | Englisch              | Ich fühle mich lebendig      | 075    | 132       | 207    |
| 04.   | 06       | Niederlande | O’G3NE                            | Lights and Shadows M: Rick Vol, Rory de Kievit; T: Rick Vol                                                             | Englisch              | Lichter und Schatten         | 149    | 051       | 200    |
| 05.   | 12       | Norwegen    | Jowst feat. Aleksander Walmann    | Grab the Moment M: Joakim With Steen; T: Jonas McDonnell                                                                | Englisch              | Ergreife den Augenblick      | 137    | 052       | 189    |
| 06.   | 05       | Rumänien    | Ilinca feat. Alex Florea          | Yodel It! M: Mihai Alexandru; T: Alexandra Niculae                                                                      | Englisch              | Jodle es!                    | 026    | 148       | 174    |
| 07.   | 02       | Österreich  | Nathan Trent                      | Running on Air M/T: Nathan Trent, Bernhard Penzias                                                                      | Englisch              | Auf Luft laufen              | 115    | 032       | 147    |
| 08.   | 11       | Kroatien    | Jacques Houdek                    | My Friend M: Jacques Houdek, Siniša Reljić, Tony Malm; T: Jacques Houdek, Ines Prajo, Arjana Kunštek, Fabrizio Laucella | Englisch, Italienisch | Mein Freund                  | 037    | 104       | 141    |
| 09.   | 14       | Belarus     | Naviband                          | Story of My Life M/T: Arzjom Lukjanenka                                                                                 | Belarussisch          | Geschichte meines Lebens     | 055    | 055       | 110    |
| 10.   | 08       | Dänemark    | Anja Nissen                       | Where I Am M/T: Anja Nissen, Michael D’Arcy, Angel Tupai                                                                | Englisch              | Wo ich bin                   | 096    | 005       | 101    |
| 11.   | 01       | Serbien     | Tijana Bogićević Тијана Богићевић | In Too Deep M/T: Borislaw Milanow, Joacim Bo Persson, Lisa Desmond, Johan Alkenaes                                      | Englisch              | Zu tief drin                 | 053    | 045       | 098    |
| 12.   | 13       | Schweiz     | Timebelle                         | Apollo M/T: Elias Näslin, Nicolas Günthardt, Alessandra Günthardt                                                       | Englisch              | Apollo                       | 048    | 049       | 097    |
| 13.   | 09       | Irland      | Brendan Murray                    | Dying to Try M/T: Jörgen Elofsson, James Newman                                                                         | Englisch              | Darauf brennend zu versuchen | 045    | 041       | 086    |
| 14.   | 17       | Estland     | Koit Toome & Laura                | Verona M/T: Sven Lõhmus                                                                                                 | Englisch              | Verona                       | 016    | 069       | 085    |
| 15.   | 03       | Mazedonien  | Jana Burčeska Јана Бурческа       | Dance Alone M/T: Joacim Bo Persson, Alex Omar, Bobi-Leon Milanov, Florence A.                                           | Englisch              | Alleine tanzen               | 029    | 040       | 069    |
| 16.   | 04       | Malta       | Claudia Faniello                  | Breathlessly M: Philip Vella, Sean Vella; T: Gerard James Borg                                                          | Englisch              | Atemlos                      | 055    | 000       | 055    |
| 17.   | 16       | Litauen     | Fusedmarc                         | Rain of Revolution M: Denis Zujev, Viktorija Ivanovskaja, Michail Levin; T: Denis Zujev, Michail Levin                  | Englisch              | Regen der Revolution         | 017    | 025       | 042    |
| 18.   | 10       | San Marino  | Valentina Monetta & Jimmie Wilson | Spirit of the Night M: Ralph Siegel; T: Jutta Staudenmayer, Steven Barnacle                                             | Englisch              | Geist der Nacht              | 000    | 001       | 001    |

### Punktetafel zweites Halbfinale
In der folgenden Tabelle sind die Punkte der Jury und des Televotings dargestellt. Die grün unterlegten Länder haben sich für das Finale qualifiziert. Die orange unterlegte Zeile stellt die Televotingpunkte dar, während die weiß bzw. grün unterlegte Zeile die Jurypunkte darstellt.
| Abstimmungsergebnis | Abstimmungsergebnis | Abstimmungsergebnis | Abstimmungsergebnis | Abstimmungsergebnis | Abstimmungsergebnis | Abstimmungsergebnis | Abstimmungsergebnis | Abstimmungsergebnis | Abstimmungsergebnis | Abstimmungsergebnis | Abstimmungsergebnis | Abstimmungsergebnis | Abstimmungsergebnis | Abstimmungsergebnis | Abstimmungsergebnis | Abstimmungsergebnis | Abstimmungsergebnis | Abstimmungsergebnis | Abstimmungsergebnis | Abstimmungsergebnis | Abstimmungsergebnis | Abstimmungsergebnis | Abstimmungsergebnis | Abstimmungsergebnis | Abstimmungsergebnis | Abstimmungsergebnis | Abstimmungsergebnis |
| Startnr.            | Land                |                     |                     |                     |                     |                     |                     |                     |                     |                     |                     |                     |                     |                     |                     |                     |                     |                     |                     |                     |                     |                     |                     |                     |                     |                     |                     |
| Startnr.            | Land                | Platz               | Punkte              | Punkte              | AT                  | BY                  | BG                  | HR                  | DK                  | EE                  | MK                  | FR                  | DE                  | HU                  | IE                  | IL                  | LT                  | MT                  | NO                  | RO                  | SM                  | RS                  | CH                  | NL                  | UA                  | Votings             | Votings             |
| ------------------- | ------------------- | ------------------- | ------------------- | ------------------- | ------------------- | ------------------- | ------------------- | ------------------- | ------------------- | ------------------- | ------------------- | ------------------- | ------------------- | ------------------- | ------------------- | ------------------- | ------------------- | ------------------- | ------------------- | ------------------- | ------------------- | ------------------- | ------------------- | ------------------- | ------------------- | ------------------- | ------------------- |
| 01                  | Serbien             | 11.                 | 098                 | 053                 | –                   | 4                   | 2                   | 2                   | 8                   | 1                   | –                   | 1                   | 7                   | 4                   | 2                   | –                   | –                   | 2                   | 6                   | –                   | 2                   |                     | 6                   | 6                   | –                   | 14                  | 19                  |
| 01                  | Serbien             | 11.                 | 098                 | 045                 | 6                   | –                   | –                   | 10                  | –                   | –                   | 12                  | 5                   | –                   | –                   | –                   | –                   | –                   | –                   | –                   | –                   | –                   |                     | 12                  | –                   | –                   | 05                  | 19                  |
| 02                  | Österreich          | 07.                 | 147                 | 115                 |                     | 6                   | 12                  | 5                   | 7                   | 5                   | 3                   | 4                   | 6                   | 8                   | 10                  | 8                   | 4                   | –                   | 4                   | 5                   | 7                   | 6                   | 7                   | 8                   | –                   | 18                  | 29                  |
| 02                  | Österreich          | 07.                 | 147                 | 032                 |                     | –                   | –                   | 4                   | 3                   | –                   | –                   | –                   | 4                   | 3                   | –                   | 3                   | –                   | 1                   | –                   | 4                   | 1                   | 1                   | 2                   | 6                   | –                   | 11                  | 29                  |
| 03                  | Mazedonien          | 15.                 | 069                 | 029                 | –                   | –                   | –                   | –                   | –                   | –                   |                     | 8                   | –                   | 2                   | –                   | –                   | –                   | 8                   | 3                   | –                   | –                   | 5                   | –                   | –                   | 3                   | 06                  | 12                  |
| 03                  | Mazedonien          | 15.                 | 069                 | 040                 | –                   | –                   | 12                  | 6                   | –                   | –                   |                     | –                   | –                   | –                   | –                   | 5                   | –                   | –                   | –                   | –                   | 4                   | 10                  | 3                   | –                   | –                   | 06                  | 12                  |
| 4                   | Malta               | 16.                 | 055                 | 055                 | 6                   | 5                   | 7                   | 1                   | –                   | 4                   | 8                   | 6                   | 3                   | –                   | 5                   | 2                   | 1                   |                     | –                   | 1                   | 1                   | 2                   | –                   | 3                   | –                   | 15                  | 15                  |
| 4                   | Malta               | 16.                 | 055                 | 000                 | –                   | –                   | –                   | –                   | –                   | –                   | –                   | –                   | –                   | –                   | –                   | –                   | –                   |                     | –                   | –                   | –                   | –                   | –                   | –                   | –                   | 0                   | 15                  |
| 05                  | Rumänien            | 06.                 | 174                 | 026                 | –                   | –                   | –                   | –                   | –                   | –                   | 10                  | –                   | –                   | –                   | 4                   | 3                   | –                   | 4                   | –                   |                     | –                   | –                   | –                   | 1                   | 4                   | 06                  | 26                  |
| 05                  | Rumänien            | 06.                 | 174                 | 148                 | 7                   | 5                   | 7                   | 7                   | 8                   | 12                  | 3                   | 12                  | 7                   | 7                   | 8                   | 10                  | 6                   | 7                   | 8                   |                     | 8                   | 6                   | 7                   | 8                   | 5                   | 20                  | 26                  |
| 06                  | Niederlande         | 04.                 | 200                 | 149                 | 8                   | 8                   | 8                   | 12                  | 10                  | 6                   | 6                   | 5                   | 8                   | 10                  | 3                   | –                   | 5                   | 6                   | 8                   | 12                  | 12                  | 8                   | 8                   |                     | 6                   | 19                  | 33                  |
| 06                  | Niederlande         | 04.                 | 200                 | 051                 | 4                   | –                   | 1                   | 2                   | 7                   | 2                   | 2                   | –                   | 5                   | 6                   | 5                   | 4                   | –                   | 3                   | 3                   | –                   | 3                   | –                   | 4                   |                     | –                   | 14                  | 33                  |
| 07                  | Ungarn              | 02.                 | 231                 | 066                 | 3                   | –                   | –                   | 10                  | 3                   | 2                   | 5                   | –                   | –                   |                     | –                   | 12                  | 2                   | –                   | 2                   | –                   | 3                   | 12                  | 5                   | –                   | 7                   | 12                  | 32                  |
| 07                  | Ungarn              | 02.                 | 231                 | 165                 | 12                  | 10                  | 8                   | 12                  | 4                   | 8                   | 6                   | 7                   | 10                  |                     | 6                   | 7                   | 5                   | 6                   | 6                   | 12                  | 10                  | 12                  | 8                   | 10                  | 6                   | 20                  | 32                  |
| 08                  | Dänemark            | 10.                 | 101                 | 096                 | –                   | 2                   | 4                   | 8                   |                     | 8                   | 7                   | 2                   | 1                   | 6                   | 1                   | 4                   | 6                   | 5                   | 10                  | 10                  | 5                   | 4                   | 3                   | 10                  | –                   | 18                  | 20                  |
| 08                  | Dänemark            | 10.                 | 101                 | 005                 | –                   | –                   | –                   | –                   |                     | –                   | –                   | –                   | –                   | –                   | –                   | –                   | –                   | –                   | 4                   | –                   | –                   | –                   | –                   | 1                   | –                   | 02                  | 20                  |
| 09                  | Irland              | 13.                 | 086                 | 045                 | 10                  | –                   | 1                   | –                   | 2                   | 7                   | –                   | –                   | 4                   | 5                   |                     | –                   | 8                   | 1                   | –                   | 3                   | –                   | –                   | 2                   | –                   | 2                   | 11                  | 24                  |
| 09                  | Irland              | 13.                 | 086                 | 041                 | 3                   | 3                   | –                   | –                   | 5                   | 7                   | 1                   | 1                   | –                   | –                   |                     | 1                   | 4                   | 4                   | 2                   | 6                   | 2                   | –                   | –                   | 2                   | –                   | 13                  | 24                  |
| 10                  | San Marino          | 18.                 | 001                 | 000                 | –                   | –                   | –                   | –                   | –                   | –                   | –                   | –                   | –                   | –                   | –                   | –                   | –                   | –                   | –                   | –                   |                     | –                   | –                   | –                   | –                   | 0                   | 01                  |
| 10                  | San Marino          | 18.                 | 001                 | 001                 | –                   | –                   | –                   | –                   | –                   | –                   | –                   | –                   | 1                   | –                   | –                   | –                   | –                   | –                   | –                   | –                   |                     | –                   | –                   | –                   | –                   | 01                  | 01                  |
| 11                  | Kroatien            | 08.                 | 141                 | 037                 | 1                   | 3                   | 6                   |                     | –                   | –                   | –                   | –                   | 5                   | –                   | –                   | –                   | –                   | –                   | 1                   | 7                   | 4                   | 3                   | –                   | 2                   | 5                   | 10                  | 28                  |
| 11                  | Kroatien            | 08.                 | 141                 | 104                 | 10                  | 4                   | 6                   |                     | –                   | 5                   | 8                   | 2                   | 6                   | 10                  | 7                   | –                   | 2                   | 8                   | 1                   | 5                   | 6                   | 7                   | 10                  | 4                   | 3                   | 18                  | 28                  |
| 12                  | Norwegen            | 05.                 | 189                 | 137                 | 5                   | 10                  | 5                   | 4                   | 12                  | 10                  | –                   | 3                   | 12                  | 7                   | 7                   | 10                  | 12                  | –                   |                     | 2                   | 10                  | 1                   | 10                  | 7                   | 10                  | 18                  | 30                  |
| 12                  | Norwegen            | 05.                 | 189                 | 052                 |                     | 6                   | 3                   | –                   | 10                  | 3                   | –                   | –                   | 2                   | 5                   | 2                   | –                   | 7                   | –                   |                     | 2                   | –                   | 3                   | –                   | 5                   | 4                   | 12                  | 30                  |
| 13                  | Schweiz             | 12.                 | 097                 | 048                 | 4                   | –                   | 3                   | –                   | 4                   | 3                   | 1                   | –                   | 2                   | –                   | 8                   | 1                   | 7                   | –                   | 5                   | 6                   | –                   | –                   |                     | 4                   | –                   | 12                  | 27                  |
| 13                  | Schweiz             | 12.                 | 097                 | 049                 | 2                   | 2                   | 4                   | 1                   | 1                   | –                   | 5                   | 4                   | –                   | 1                   | –                   | 2                   | 1                   | 5                   | –                   | 10                  | 5                   | 4                   |                     | –                   | 2                   | 15                  | 27                  |
| 14                  | Belarus             | 09.                 | 110                 | 055                 | 7                   |                     | –                   | 7                   | –                   | –                   | –                   | 10                  | –                   | 3                   | –                   | 5                   | 3                   | 7                   | –                   | –                   | –                   | –                   | 1                   | –                   | 12                  | 09                  | 22                  |
| 14                  | Belarus             | 09.                 | 110                 | 055                 | 1                   |                     | 5                   | 3                   | –                   | 6                   | –                   | 3                   | –                   | 2                   | 1                   | 8                   | 8                   | –                   | –                   | 1                   | –                   | 2                   | –                   | 3                   | 12                  | 13                  | 22                  |
| 15                  | Bulgarien           | 01.                 | 403                 | 199                 | 12                  | 12                  |                     | 6                   | 6                   | 12                  | 12                  | 7                   | 10                  | 12                  | 12                  | 6                   | 10                  | 12                  | 12                  | 8                   | 8                   | 10                  | 12                  | 12                  | 8                   | 20                  | 40                  |
| 15                  | Bulgarien           | 01.                 | 403                 | 204                 | 8                   | 12                  |                     | 8                   | 12                  | 10                  | 10                  | 8                   | 12                  | 12                  | 10                  | 12                  | 10                  | 12                  | 12                  | 8                   | 12                  | 8                   | 6                   | 12                  | 10                  | 20                  | 40                  |
| 16                  | Litauen             | 17.                 | 042                 | 017                 | –                   | 7                   | –                   | –                   | –                   | –                   | 4                   | –                   | –                   | –                   | –                   | –                   |                     | –                   | –                   | –                   | 6                   | –                   | –                   | –                   | –                   | 03                  | 08                  |
| 16                  | Litauen             | 17.                 | 042                 | 025                 | –                   | 1                   | –                   | –                   | –                   | 1                   | –                   | –                   | –                   | –                   | 12                  | –                   |                     | –                   | 10                  | –                   | –                   | –                   | –                   | –                   | 1                   | 05                  | 08                  |
| 17                  | Estland             | 14.                 | 085                 | 016                 | 2                   | 1                   | –                   | –                   | 1                   |                     | 2                   | –                   | –                   | –                   | –                   | 7                   | –                   | 3                   | –                   | –                   | –                   | –                   | –                   | –                   | –                   | 06                  | 21                  |
| 17                  | Estland             | 14.                 | 085                 | 069                 | –                   | 8                   | 2                   | –                   | 2                   |                     | 4                   | 6                   | 3                   | 4                   | 3                   | 6                   | 12                  | 2                   | 5                   | 3                   | –                   | –                   | 1                   | –                   | 8                   | 15                  | 21                  |
| 18                  | Israel              | 03.                 | 207                 | 075                 | –                   | –                   | 10                  | 3                   | 5                   | –                   | –                   | 12                  | –                   | 1                   | 6                   |                     | –                   | 10                  | 7                   | 4                   | –                   | 7                   | 4                   | 5                   | 1                   | 13                  | 33                  |
| 18                  | Israel              | 03.                 | 207                 | 132                 | 5                   | 7                   | 10                  | 5                   | 6                   | 4                   | 7                   | 10                  | 8                   | 8                   | 4                   |                     | 3                   | 10                  | 7                   | 7                   | 7                   | 5                   | 5                   | 7                   | 7                   | 20                  | 33                  |

- Die wenigsten Jury-Votings:  San Marino – 0
- Die wenigsten Televoting-Votings:  Malta – 0
- Die wenigsten Gesamt-Votings:  San Marino – 1
- Die wenigsten Jury-Punkte:  San Marino – 0
- Die wenigsten Televoting-Punkte:  Malta – 0
- Die wenigsten Gesamt-Punkte:  San Marino – 1
- Die meisten Jury-Votings:  Bulgarien – 20
- Die meisten Televoting-Votings:  Bulgarien,  Israel,  Rumänien,  Ungarn – 20
- Die meisten Gesamt-Votings:  Bulgarien – 40
- Die meisten Jury-Punkte:  Bulgarien – 199
- Die meisten Televoting-Punkte:  Bulgarien – 204
- Die meisten Gesamt-Punkte:  Bulgarien – 403

### Statistik der Zwölf-Punkte-Vergabe (Zweites Halbfinale)
Fettgeschriebene Länder haben das Finale erreicht.
| Jury   | Jury        | Jury                                                                                            |
| Anzahl | Land        | erhalten von                                                                                    |
| ------ | ----------- | ----------------------------------------------------------------------------------------------- |
| 10     | Bulgarien   | Belarus, Estland, Irland, Malta, Mazedonien, Niederlande, Norwegen, Österreich, Schweiz, Ungarn |
| 03     | Niederlande | Kroatien, Rumänien, San Marino                                                                  |
| 03     | Norwegen    | Dänemark, Deutschland, Litauen                                                                  |
| 02     | Ungarn      | Israel, Serbien                                                                                 |
| 01     | Belarus     | Ukraine                                                                                         |
| 01     | Israel      | Frankreich                                                                                      |
| 01     | Österreich  | Bulgarien                                                                                       |

| Zuschauer | Zuschauer  | Zuschauer                                                                                |
| Anzahl    | Land       | erhalten von                                                                             |
| --------- | ---------- | ---------------------------------------------------------------------------------------- |
| 9         | Bulgarien  | Belarus, Dänemark, Deutschland, Israel, Malta, Niederlande, Norwegen, San Marino, Ungarn |
| 4         | Ungarn     | Kroatien, Österreich, Rumänien, Serbien                                                  |
| 2         | Rumänien   | Estland, Frankreich                                                                      |
| 2         | Serbien    | Mazedonien, Schweiz                                                                      |
| 1         | Belarus    | Ukraine                                                                                  |
| 1         | Estland    | Litauen                                                                                  |
| 1         | Litauen    | Irland                                                                                   |
| 1         | Mazedonien | Bulgarien                                                                                |

### Platzverteilung der im Halbfinale ausgeschiedenen Länder
Anhand der Punktezahl im jeweiligen Halbfinale lassen sich auch die im Halbfinale ausgeschiedenen Länder folgendermaßen ordnen:
| Platz | Land       | Interpret                                 | Lied Musik (M) und Text (T)                                                                                     | Sprache  | Übersetzung (Inoffiziell)    | Halbfinale | Platz im HF | Punkte im HF | Punkte im HF | Punkte im HF |
| Platz | Land       | Interpret                                 | Lied Musik (M) und Text (T)                                                                                     | Sprache  | Übersetzung (Inoffiziell)    | Halbfinale | Platz im HF | Jury         | Zuschauer    | Gesamt       |
| ----- | ---------- | ----------------------------------------- | --- | -------- | ---------------------------- | ---------- | ----------- | ------------ | ------------ | ------------ |
| 27.   | Georgien   | Tamara Gatschetschiladse თამარ გაჩეჩილაძე | Keep the Faith M: Anri Dschochadse; T: Tamara Gatschetschiladse                                                 | Englisch | Bewahre den Glauben          | 1          | 11          | 62           | 37           | 99           |
| 28.   | Serbien    | Tijana Bogićević Тијана Богићевић         | In Too Deep M/T: Borislaw Milanow, Joacim Bo Persson, Lisa Desmond, Johan Alkenaes                              | Englisch | Zu tief drin                 | 2          | 11          | 53           | 45           | 98           |
| 29.   | Schweiz    | Timebelle                                 | Apollo M/T: Elias Näslin, Nicolas Günthardt, Alessandra Günthardt                                               | Englisch | Apollo                       | 2          | 12          | 48           | 49           | 97           |
| 30.   | Finnland   | Norma John                                | Blackbird M/T: Lasse Piirainen, Leena Tirronen                                                                  | Englisch | Amsel                        | 1          | 12          | 41           | 51           | 92           |
| 31.   | Irland     | Brendan Murray                            | Dying to Try M/T: Jörgen Elofsson, James Newman                                                                 | Englisch | Darauf brennend zu versuchen | 2          | 13          | 45           | 41           | 86           |
| 32.   | Estland    | Koit Toome & Laura                        | Verona M/T: Sven Lõhmus                                                                                         | Englisch | Verona                       | 2          | 14          | 16           | 69           | 85           |
| 33.   | Tschechien | Martina Barta                             | My Turn M/T: DWB (Paul Drew, Greig Watts, Pete Barringer), Kyler Niko                                           | Englisch | Ich bin an der Reihe         | 1          | 13          | 81           | 02           | 83           |
| 34.   | Albanien   | Lindita Halimi                            | World M: Klodian Qafoku; T: Lindita Halimi, Big Basta                                                           | Englisch | Welt                         | 1          | 14          | 38           | 38           | 76           |
| 35.   | Mazedonien | Jana Burčeska Јана Бурческа               | Dance Alone M/T: Joacim Bo Persson, Alex Omar, Bobi-Leon Milanov, Florence A.                                   | Englisch | Alleine tanzen               | 2          | 15          | 29           | 40           | 69           |
| 36.   | Island     | Svala                                     | Paper M: Svala Björgvinsdóttir, Einar Egilsson, Lester Mendez, Lily Elise; T: Svala Björgvinsdóttir, Lily Elise | Englisch | Papier                       | 1          | 15          | 29           | 31           | 60           |
| 37.   | Montenegro | Slavko Kalezić Славко Калезић             | Space M: Momčilo Zeković Zeko; T: Momčilo Zeković Zeko, Adis Eminić, Iva Boršić                                 | Englisch | Weltraum                     | 1          | 16          | 17           | 39           | 56           |
| 38.   | Malta      | Claudia Faniello                          | Breathlessly M: Philip Vella, Sean Vella; T: Gerard James Borg                                                  | Englisch | Atemlos                      | 2          | 16          | 55           | 0            | 55           |
| 39.   | Litauen    | Fusedmarc                                 | Rain of Revolution M: Denis Zujev, Viktorija Ivanovskaja, Michail Levin; T: Denis Zujev, Michail Levin          | Englisch | Regen der Revolution         | 2          | 17          | 17           | 25           | 42           |
| 40.   | Slowenien  | Omar Naber                                | On My Way M: Omar Naber, Žiga Pirnat; T: Omar Naber                                                             | Englisch | Auf meinem Weg               | 1          | 17          | 16           | 20           | 36           |
| 41.   | Lettland   | Triana Park                               | Line M: Agnese Rakovska, Kristaps Ērglis, Kristians Rakovskis; T: Agnese Rakovska                               | Englisch | Linie                        | 1          | 18          | 01           | 20           | 21           |
| 42.   | San Marino | Valentina Monetta & Jimmie Wilson         | Spirit of the Night M: Ralph Siegel; T: Jutta Staudenmayer, Steven Barnacle                                     | Englisch | Geist der Nacht              | 2          | 18          | 0            | 01           | 01           |

## Finale

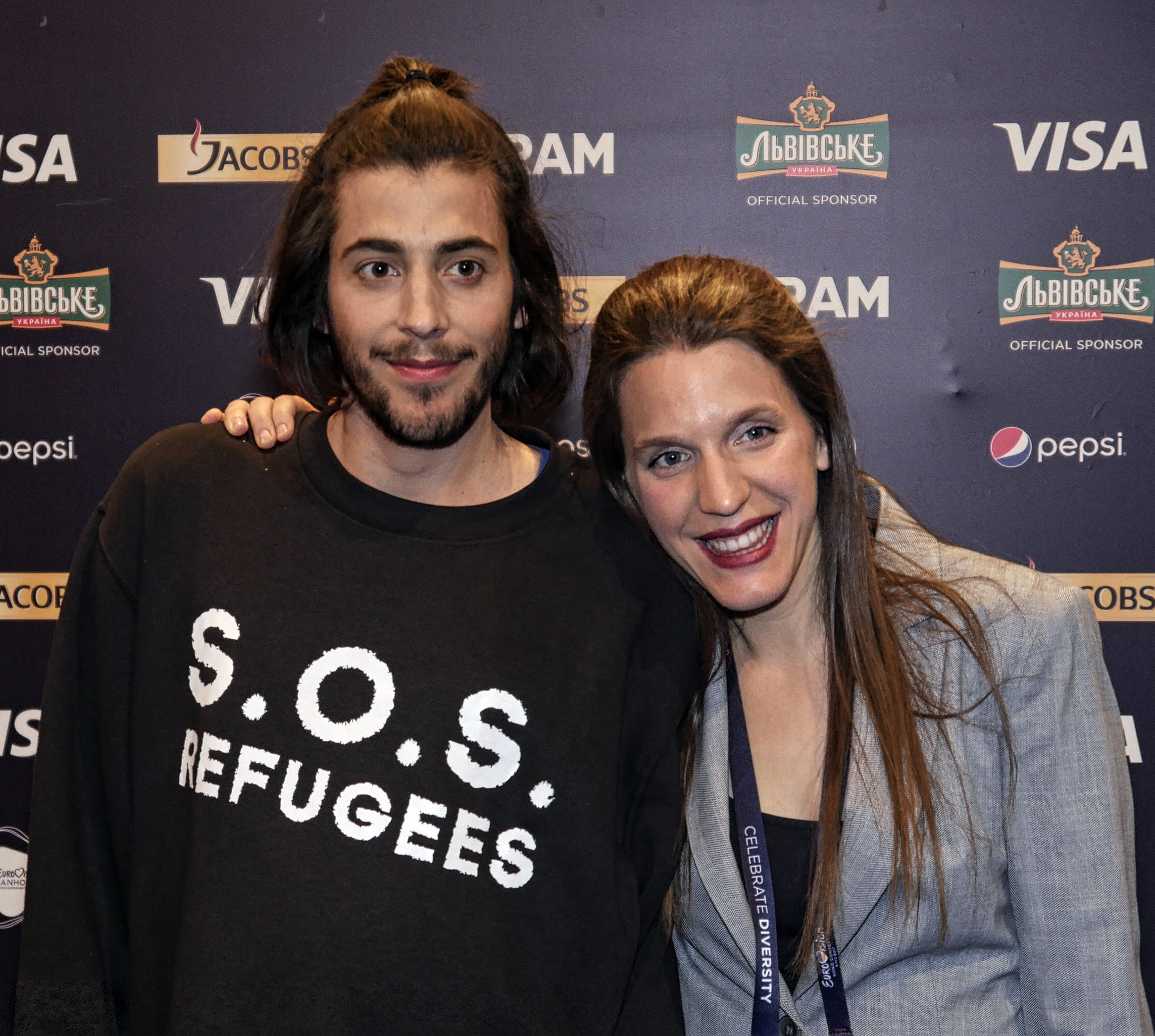
Der Gewinner Salvador Sobral und die Komponistin des Siegerliedes, Luísa Sobral

Das Finale fand am 13. Mai 2017 ab 21:00 Uhr (MESZ) statt. Die Länder der Big Five (Deutschland, Frankreich, Italien, Spanien, Vereinigtes Königreich) und das Gastgeberland Ukraine waren direkt für das Finale qualifiziert. Hinzu kamen je zehn Länder aus den beiden Halbfinals, sodass im Finale 26 Länder antraten. Alle 42 Teilnehmerländer waren abstimmungsberechtigt.
Norwegen und Griechenland nahmen zum ersten Mal seit zwei, Belarus und Dänemark seit drei, Moldau seit vier und Portugal seit sieben Jahren wieder am Finale teil, während Aserbaidschan, Australien und Rumänien weiterhin die einzigen Länder bleiben, die sich bei jeder Teilnahme für das Finale qualifizieren konnten.

### Ergebnisliste
| Platz | Startnr. | Land                   | Interpret                       | Lied Musik (M) und Text (T) | Sprache               | Übersetzung (Inoffiziell)   | Punkte | Punkte    | Punkte | Bild                           |
| Platz | Startnr. | Land                   | Interpret                       | Lied Musik (M) und Text (T) | Sprache               | Übersetzung (Inoffiziell)   | Jury   | Zuschauer | Gesamt | Bild                           |
| ----- | -------- | ---------------------- | ------------------------------- | --- | --------------------- | --------------------------- | ------ | --------- | ------ | ------------------------------ |
| 01.   | 11       | Portugal               | Salvador Sobral                 | Amar pelos dois M/T: Luísa Sobral                                                                                                  | Portugiesisch         | Für beide lieben            | 382    | 376       | 758    | Salvador Sobral                |
| 02.   | 25       | Bulgarien              | Kristian Kostow Кристиан Костов | Beautiful Mess M/T: Borislaw Milanow, Sebastian Arman, Joacim Persson, Alexander V. Blay, Alex Omar, Kristian Kostow               | Englisch              | Herrliches Durcheinander    | 278    | 337       | 615    | Kristian Kostow                |
| 03.   | 07       | Moldau                 | SunStroke Project               | Hey Mamma M: Anton Ragoza, Serghei Ialovițchii, Serghei Stepanov, Mihail Cebotarenco; T: Alina Galitcaia                           | Englisch              | Hey Mama                    | 110    | 264       | 374    | Sunstroke Project              |
| 04.   | 23       | Belgien                | Blanche                         | City Lights M: Pierre Dumoulin, Emmanuel Delcourt; T: Pierre Dumoulin, Ellie Delvaux                                               | Englisch              | Stadtlichter                | 108    | 255       | 363    | Blanche                        |
| 05.   | 24       | Schweden               | Robin Bengtsson                 | I Can’t Go On M/T: David Kreuger, Hamed „K-One“ Pirouzpanah, Robin Stjernberg                                                      | Englisch              | Ich kann nicht weitermachen | 218    | 126       | 344    | Robin Bengtsson                |
| 06.   | 09       | Italien                | Francesco Gabbani               | Occidentali’s Karma M: Francesco Gabbani, Filippo Gabbani, Luca Chiaravalli; T: Francesco Gabbani, Fabio Ilacqua, Luca Chiaravalli | Italienisch a         | Karma der Abendländer       | 126    | 208       | 334    | Francesco Gabbani              |
| 07.   | 20       | Rumänien               | Ilinca feat. Alex Florea        | Yodel It! M: Mihai Alexandru; T: Alexandra Niculae                                                                                 | Englisch              | Jodle es!                   | 058    | 224       | 282    | Ilinca feat. Alex Florea       |
| 08.   | 08       | Ungarn                 | Joci Pápai                      | Origo M/T: József Pápai | Ungarisch, Romani     | Herkunft                    | 048    | 152       | 200    | Joci Pápai                     |
| 09.   | 14       | Australien             | Isaiah                          | Don’t Come Easy M/T: DNA (David Musumeci, Anthony Egizii), Michael Angelo                                                          | Englisch              | Es fällt nicht leicht       | 171    | 002       | 173    | Isaiah                         |
| 10.   | 17       | Norwegen               | Jowst feat. Aleksander Walmann  | Grab the Moment M: Joakim With Steen; T: Jonas McDonnell                                                                           | Englisch              | Ergreife den Augenblick     | 129    | 029       | 158    | Jowst feat. Aleksander Walmann |
| 11.   | 06       | Niederlande            | O’G3NE                          | Lights and Shadows M: Rick Vol, Rory de Kievit; T: Rick Vol                                                                        | Englisch              | Lichter und Schatten        | 135    | 015       | 150    | O’G3NE                         |
| 12.   | 26       | Frankreich             | Alma                            | Requiem M: Nazim Khaled; T: Nazim Khaled, Alexandra Maquet                                                                         | Französisch, Englisch | Requiem                     | 045    | 090       | 135    | Alma                           |
| 13.   | 13       | Kroatien               | Jacques Houdek                  | My Friend M: Jacques Houdek, Siniša Reljić, Tony Malm; T: Jacques Houdek, Ines Prajo, Arjana Kunštek, Fabrizio Laucella            | Englisch, Italienisch | Mein Freund                 | 025    | 103       | 128    | Jacques Houdek                 |
| 14.   | 12       | Aserbaidschan          | Dihaj                           | Skeletons M: İsa Məlikov; T: Sandra Bjurman                                                                                        | Englisch              | Skelette                    | 078    | 042       | 120    | Dihaj                          |
| 15.   | 18       | Vereinigtes Königreich | Lucie Jones                     | Never Give Up on You M/T: Emmelie de Forest, Daniel Salcedo, Lawrie Martin                                                         | Englisch              | Gib dich niemals auf        | 099    | 012       | 111    | Lucie Jones                    |
| 16.   | 04       | Österreich             | Nathan Trent                    | Running on Air M/T: Nathan Trent, Bernhard Penzias                                                                                 | Englisch              | Auf Luft laufen             | 093    | 000       | 093    | Nathan Trent                   |
| 17.   | 03       | Belarus                | Naviband                        | Story of My Life M/T: Arzjom Lukjanenka                                                                                            | Belarussisch          | Geschichte meines Lebens    | 050    | 033       | 083    | NAVI                           |
| 18.   | 05       | Armenien               | Artsvik Արծվիկ                  | Fly with Me M: Lilit Nawassardjan, Lewon Nawassardjan; T: Awet Barseghjan, Dawid Zerunjan                                          | Englisch              | Fliege mit mir              | 058    | 021       | 079    | Artsvik                        |
| 19.   | 15       | Griechenland           | Demy Δήμητρα Παπαδέα            | This Is Love M: Dimitris Kontopoulos; T: John Ballard, Romy Papadea                                                                | Englisch              | Das ist Liebe               | 048    | 029       | 077    | Demy                           |
| 20.   | 10       | Dänemark               | Anja Nissen                     | Where I Am M/T: Anja Nissen, Michael D’Arcy, Angel Tupai                                                                           | Englisch              | Wo ich bin                  | 069    | 008       | 077    | Anja Nissen                    |
| 21.   | 19       | Zypern                 | Hovig Χόβιγκ / Հովիկ            | Gravity M/T: Thomas G:son | Englisch              | Schwerkraft                 | 036    | 032       | 068    | Hovig                          |
| 22.   | 02       | Polen                  | Kasia Moś                       | Flashlight M/T: Kasia Moś, Rickard Bonde Truumeel, Pete Baringger (DWB)                                                            | Englisch              | Blitzlicht                  | 023    | 041       | 064    | Kasia Moś                      |
| 23.   | 01       | Israel                 | Imri Ziv אימרי זיו              | I Feel Alive M/T: Dolev Ram, Penn Hazut                                                                                            | Englisch              | Ich fühle mich lebendig     | 034    | 005       | 039    | Imri Ziv                       |
| 24.   | 22       | Ukraine (Gastgeber)    | O.Torwald О.Торвальд            | Time M: Schenja Halytsch, Denys Misjuk; T: Jewhen Kamentschuk                                                                      | Englisch              | Zeit                        | 012    | 024       | 036    | O.Torwald                      |
| 25.   | 21       | Deutschland            | Levina                          | Perfect Life M/T: Lindy Robbins, Dave Bassett, Lindsey Ray                                                                         | Englisch              | Perfektes Leben             | 003    | 003       | 006    | Levina                         |
| 26.   | 16       | Spanien                | Manel Navarro                   | Do It for Your Lover M/T: Manel Navarro, Antonio Rayo „Rayito“                                                                     | Spanisch, Englisch    | Tu es für deinen Liebhaber  | 000    | 005       | 005    | Manel Navarro                  |

#### Punktetafel Finale
In der folgenden Tabelle sind alle 26 Teilnehmer des Finales in der Startreihenfolge zeilenweise von oben nach unten aufgeführt. Die 42 abstimmenden Länder sind spaltenweise von links nach rechts aufgeführt. Zu jedem Teilnehmer werden die erhaltenen Punkte in zwei Zeilen dargestellt.
In der 1. Zeile (Hintergrund weiß) werden die Jury-Punkte dargestellt. In der 2. Zeile (Hintergrund apricot) werden die Televoting-Punkte dargestellt.
In jeder Zeile mit den Einzelpunkten steht am Anfang die summierte Zahl der erhaltenen Jury- bzw. Televoting-Punkte; links daneben steht die erhaltene Gesamtpunktzahl über beide Zeilen sowie die erreichte Platzierung. Am Ende jeder Zeile steht die summierte Anzahl der erhaltenen Jury- bzw. Televoting-Votings; rechts daneben steht die Gesamtanzahl der erhaltenen Votings über beide Zeilen.
| Land                   | Abstimmungsergebnisse | Abstimmungsergebnisse | Abstimmungsergebnisse | Abstimmungsergebnisse | Abstimmungsergebnisse | Abstimmungsergebnisse | Abstimmungsergebnisse | Abstimmungsergebnisse | Abstimmungsergebnisse | Abstimmungsergebnisse | Abstimmungsergebnisse | Abstimmungsergebnisse | Abstimmungsergebnisse | Abstimmungsergebnisse | Abstimmungsergebnisse | Abstimmungsergebnisse | Abstimmungsergebnisse | Abstimmungsergebnisse | Abstimmungsergebnisse | Abstimmungsergebnisse | Abstimmungsergebnisse | Abstimmungsergebnisse | Abstimmungsergebnisse | Abstimmungsergebnisse | Abstimmungsergebnisse | Abstimmungsergebnisse | Abstimmungsergebnisse | Abstimmungsergebnisse | Abstimmungsergebnisse | Abstimmungsergebnisse | Abstimmungsergebnisse | Abstimmungsergebnisse | Abstimmungsergebnisse | Abstimmungsergebnisse | Abstimmungsergebnisse | Abstimmungsergebnisse | Abstimmungsergebnisse | Abstimmungsergebnisse | Abstimmungsergebnisse | Abstimmungsergebnisse | Abstimmungsergebnisse | Abstimmungsergebnisse | Abstimmungsergebnisse | Abstimmungsergebnisse | Abstimmungsergebnisse | Abstimmungsergebnisse |
| Land                   | Punkte                | Punkte                | AL                    | AM                    | AU                    | AT                    | AZ                    | BY                    | BE                    | BG                    | HR                    | CY                    | CZ                    | DK                    | EE                    | MK                    | FI                    | FR                    | GE                    | DE                    | GR                    | HU                    | IS                    | IE                    | IL                    | IT                    | LV                    | LT                    | MT                    | MD                    | ME                    | NO                    | PL                    | PT                    | RO                    | SM                    | RS                    | SI                    | ES                    | SE                    | CH                    | NL                    | UA                    | UK                    | Votings               | Votings               |
| ---------------------- | --------------------- | --------------------- | --------------------- | --------------------- | --------------------- | --------------------- | --------------------- | --------------------- | --------------------- | --------------------- | --------------------- | --------------------- | --------------------- | --------------------- | --------------------- | --------------------- | --------------------- | --------------------- | --------------------- | --------------------- | --------------------- | --------------------- | --------------------- | --------------------- | --------------------- | --------------------- | --------------------- | --------------------- | --------------------- | --------------------- | --------------------- | --------------------- | --------------------- | --------------------- | --------------------- | --------------------- | --------------------- | --------------------- | --------------------- | --------------------- | --------------------- | --------------------- | --------------------- | --------------------- | --------------------- | --------------------- |
| Israel                 | 039                   | 034                   | -                     | -                     | -                     | -                     | 4                     | 1                     | -                     | 8                     | -                     | -                     | -                     | -                     | -                     | -                     | -                     | 6                     | -                     | -                     | -                     | -                     | -                     | -                     |                       | -                     | -                     | -                     | 7                     | -                     | -                     | 5                     | -                     | -                     | 2                     | -                     | 1                     | -                     | -                     | -                     | -                     | -                     | -                     | -                     | 08                    | 11                    |
| Israel                 | 039                   | 005                   | -                     | -                     | -                     | -                     | 1                     | -                     | -                     | -                     | -                     | -                     | -                     | -                     | -                     | 1                     | -                     | 3                     | -                     | -                     | -                     | -                     | -                     | -                     |                       | -                     | -                     | -                     | -                     | -                     | -                     | -                     | -                     | -                     | -                     | -                     | -                     | -                     | -                     | -                     | -                     | -                     | -                     | -                     | 03                    | 11                    |
| Polen                  | 064                   | 023                   | -                     | -                     | 2                     | -                     | 6                     | 2                     | -                     | 7                     | -                     | -                     | 1                     | -                     | -                     | -                     | -                     | -                     | -                     | -                     | -                     | -                     | -                     | -                     | -                     | -                     | -                     | -                     | -                     | -                     | -                     | -                     |                       | -                     | -                     | 1                     | -                     | 4                     | -                     | -                     | -                     | -                     | -                     | -                     | 07                    | 18                    |
| Polen                  | 064                   | 041                   | -                     | -                     | -                     | 2                     | -                     | -                     | 4                     | -                     | -                     | -                     | -                     | -                     | -                     | -                     | -                     | 1                     | -                     | 2                     | -                     | -                     | 3                     | 7                     | -                     | 3                     | -                     | -                     | -                     | -                     | -                     | 3                     |                       | -                     | -                     | -                     | -                     | -                     | -                     | 5                     | -                     | 1                     | -                     | 10                    | 11                    | 18                    |
| Belarus                | 083                   | 050                   | -                     | -                     | -                     | 7                     | 12                    |                       | -                     | 2                     | 5                     | -                     | -                     | -                     | -                     | -                     | -                     | -                     | -                     | -                     | 3                     | -                     | -                     | -                     | 1                     | -                     | 2                     | -                     | 2                     | 3                     | -                     | -                     | -                     | -                     | -                     | -                     | -                     | -                     | -                     | -                     | -                     | -                     | 12                    | 1                     | 11                    | 20                    |
| Belarus                | 083                   | 033                   | -                     | -                     | -                     | -                     | -                     |                       | -                     | -                     | -                     | -                     | 3                     | -                     | 2                     | -                     | -                     | -                     | 6                     | -                     | -                     | -                     | -                     | -                     | 2                     | -                     | 6                     | 1                     | -                     | 1                     | -                     | -                     | 4                     | -                     | -                     | -                     | -                     | -                     | -                     | -                     | -                     | -                     | 8                     | -                     | 09                    | 20                    |
| Österreich             | 093                   | 093                   | -                     | 1                     | 3                     |                       | -                     | 4                     | 3                     | 12                    | 1                     | -                     | 4                     | 7                     | -                     | -                     | -                     | 1                     | 5                     | 2                     | -                     | -                     | -                     | 7                     | -                     | 1                     | 6                     | 5                     | -                     | 2                     | 1                     | -                     | -                     | 10                    | 1                     | -                     | 4                     | -                     | 3                     | 4                     | -                     | 3                     | -                     | 3                     | 24                    | 24                    |
| Österreich             | 093                   | 000                   | -                     | -                     | -                     |                       | -                     | -                     | -                     | -                     | -                     | -                     | -                     | -                     | -                     | -                     | -                     | -                     | -                     | -                     | -                     | -                     | -                     | -                     | -                     | -                     | -                     | -                     | -                     | -                     | -                     | -                     | -                     | -                     | -                     | -                     | -                     | -                     | -                     | -                     | -                     | -                     | -                     | -                     | 0                     | 24                    |
| Armenien               | 079                   | 058                   | 7                     |                       | 1                     | -                     | -                     | -                     | -                     | 4                     | -                     | -                     | -                     | 1                     | -                     | -                     | -                     | -                     | 3                     | -                     | 8                     | 2                     | -                     | -                     | -                     | 4                     | -                     | 3                     | 1                     | 6                     | 4                     | -                     | 2                     | -                     | -                     | 4                     | 5                     | 3                     | -                     | -                     | -                     | -                     | -                     | -                     | 16                    | 21                    |
| Armenien               | 079                   | 021                   | -                     |                       | -                     | -                     | -                     | -                     | -                     | -                     | -                     | 1                     | 2                     | -                     | -                     | -                     | -                     | 6                     | 10                    | -                     | 2                     | -                     | -                     | -                     | -                     | -                     | -                     | -                     | -                     | -                     | -                     | -                     | -                     | -                     | -                     | -                     | -                     | -                     | -                     | -                     | -                     | -                     | -                     | -                     | 05                    | 21                    |
| Niederlande            | 150                   | 135                   | -                     | -                     | 4                     | 12                    | -                     | 5                     | -                     | 10                    | 8                     | -                     | 8                     | 5                     | 4                     | -                     | -                     | 4                     | 1                     | 7                     | -                     | 8                     | -                     | 4                     | -                     | -                     | -                     | 2                     | -                     | -                     | -                     | 4                     | 8                     | 3                     | 12                    | 7                     | -                     | 1                     | 1                     | 3                     | 7                     |                       | 3                     | 4                     | 25                    | 30                    |
| Niederlande            | 150                   | 015                   | -                     | -                     | -                     | -                     | -                     | -                     | 10                    | -                     | 1                     | -                     | -                     | 1                     | -                     | -                     | -                     | -                     | -                     | 1                     | -                     | -                     | -                     | -                     | -                     | -                     | -                     | -                     | -                     | -                     | -                     | -                     | -                     | -                     | -                     | -                     | -                     | -                     | 2                     | -                     | -                     |                       | -                     | -                     | 05                    | 30                    |
| Moldau                 | 374                   | 110                   | -                     | 8                     | 10                    | -                     | 10                    | -                     | -                     | -                     | -                     | -                     | 3                     | 3                     | -                     | 6                     | 3                     | -                     | -                     | -                     | 7                     | -                     | -                     | -                     | 3                     | 8                     | 1                     | -                     | -                     |                       | -                     | 2                     | -                     | 6                     | 8                     | -                     | 7                     | -                     | 7                     | 8                     | -                     | -                     | 4                     | 6                     | 19                    | 57                    |
| Moldau                 | 374                   | 264                   | -                     | 6                     | 12                    | 3                     | 10                    | 10                    | 7                     | 10                    | 4                     | 6                     | 5                     | 8                     | 4                     | 2                     | 5                     | 7                     | -                     | 7                     | 6                     | 10                    | 6                     | 8                     | 5                     | 12                    | 8                     | 8                     | 1                     |                       | 3                     | 6                     | 6                     | 12                    | 12                    | 8                     | 7                     | 3                     | 6                     | 8                     | -                     | 5                     | 12                    | 6                     | 38                    | 57                    |
| Ungarn                 | 200                   | 048                   | -                     | -                     | -                     | 5                     | -                     | -                     | -                     | -                     | 12                    | -                     | -                     | -                     | 1                     | -                     | -                     | -                     | -                     | 1                     | -                     |                       | 4                     | -                     | -                     | -                     | -                     | -                     | 3                     | 1                     | -                     | -                     | -                     | -                     | -                     | -                     | 10                    | -                     | -                     | -                     | 3                     | -                     | 8                     | -                     | 10                    | 43                    |
| Ungarn                 | 200                   | 152                   | 6                     | -                     | -                     | 5                     | 7                     | 8                     | 1                     | 6                     | 12                    | -                     | -                     | 3                     | 8                     | 3                     | 4                     | 2                     | -                     | 3                     | -                     |                       | 2                     | 2                     | 1                     | 4                     | 2                     | 2                     | 2                     | -                     | 7                     | 4                     | 5                     | 2                     | 10                    | 4                     | 12                    | 5                     | -                     | 4                     | 5                     | 6                     | 4                     | 1                     | 33                    | 43                    |
| Italien                | 334                   | 126                   | 12                    | 2                     | -                     | 6                     | -                     | -                     | -                     | -                     | -                     | 10                    | -                     | -                     | -                     | -                     | 7                     | 10                    | 2                     | -                     | 4                     | -                     | 5                     | -                     | 2                     |                       | -                     | 8                     | 12                    | -                     | 8                     | 7                     | -                     | -                     | -                     | 3                     | 8                     | 2                     | 10                    | 6                     | 2                     | -                     | -                     | -                     | 20                    | 56                    |
| Italien                | 334                   | 208                   | 12                    | 4                     | 2                     | 6                     | 6                     | -                     | 5                     | -                     | 7                     | 8                     | 1                     | -                     | 5                     | 8                     | 8                     | 5                     | 5                     | 4                     | 7                     | 4                     | 7                     | 1                     | 8                     |                       | 3                     | 5                     | 12                    | 4                     | 10                    | 2                     | -                     | 4                     | 6                     | 10                    | 6                     | 10                    | 8                     | 1                     | 10                    | 2                     | -                     | 2                     | 36                    | 56                    |
| Dänemark               | 077                   | 069                   | -                     | -                     | 5                     | -                     | -                     | 3                     | -                     | -                     | 3                     | -                     | 6                     |                       | 5                     | 7                     | 4                     | -                     | -                     | -                     | -                     | 5                     | 3                     | -                     | -                     | -                     | -                     | -                     | -                     | -                     | -                     | 8                     | -                     | -                     | 5                     | -                     | -                     | -                     | -                     | 5                     | -                     | 8                     | -                     | 2                     | 14                    | 15                    |
| Dänemark               | 077                   | 008                   | -                     | -                     | 8                     | -                     | -                     | -                     | -                     | -                     | -                     | -                     | -                     |                       | -                     | -                     | -                     | -                     | -                     | -                     | -                     | -                     | -                     | -                     | -                     | -                     | -                     | -                     | -                     | -                     | -                     | -                     | -                     | -                     | -                     | -                     | -                     | -                     | -                     | -                     | -                     | -                     | -                     | -                     | 01                    | 15                    |
| Portugal               | 758                   | 382                   | 6                     | 12                    | 7                     | 8                     | 8                     | 10                    | 8                     | -                     | 7                     | 8                     | 12                    | 10                    | 8                     | 10                    | 8                     | 12                    | 12                    | 10                    | 5                     | 12                    | 12                    | 5                     | 12                    | 5                     | 12                    | 12                    | 10                    | 7                     | -                     | 10                    | 12                    |                       | 6                     | 12                    | 12                    | 12                    | 12                    | 12                    | 12                    | 12                    | 10                    | 12                    | 39                    | 80                    |
| Portugal               | 758                   | 376                   | 8                     | 10                    | 7                     | 12                    | 8                     | 7                     | 12                    | 7                     | 10                    | 7                     | 8                     | 5                     | 10                    | 7                     | 12                    | 12                    | 8                     | 12                    | 8                     | 7                     | 12                    | 10                    | 12                    | 5                     | 10                    | 12                    | 8                     | 6                     | 8                     | 12                    | 10                    |                       | 7                     | 7                     | 8                     | 8                     | 12                    | 10                    | 12                    | 12                    | 10                    | 8                     | 41                    | 80                    |
| Aserbaidschan          | 120                   | 078                   | 2                     | -                     | -                     | -                     |                       | -                     | 4                     | 5                     | -                     | 1                     | -                     | -                     | -                     | -                     | -                     | -                     | 10                    | -                     | 10                    | 4                     | -                     | 1                     | -                     | 12                    | -                     | -                     | -                     | 5                     | -                     | -                     | 1                     | 12                    | -                     | 5                     | -                     | -                     | -                     | -                     | -                     | -                     | 6                     | -                     | 14                    | 20                    |
| Aserbaidschan          | 120                   | 042                   | -                     | -                     | -                     | -                     |                       | -                     | -                     | -                     | -                     | -                     | 10                    | -                     | -                     | -                     | -                     | -                     | 12                    | -                     | -                     | -                     | -                     | -                     | -                     | -                     | -                     | -                     | -                     | 10                    | 5                     | -                     | -                     | -                     | -                     | 1                     | -                     | 4                     | -                     | -                     | -                     | -                     | -                     | -                     | 06                    | 20                    |
| Kroatien               | 128                   | 025                   | -                     | -                     | -                     | -                     | 1                     | -                     | -                     | -                     |                       | -                     | -                     | -                     | -                     | -                     | -                     | -                     | -                     | 3                     | -                     | -                     | -                     | -                     | -                     | -                     | -                     | -                     | 6                     | -                     | 5                     | -                     | -                     | -                     | 3                     | -                     | -                     | -                     | -                     | -                     | -                     | -                     | 7                     | -                     | 06                    | 27                    |
| Kroatien               | 128                   | 103                   | 7                     | -                     | 1                     | 4                     | -                     | -                     | -                     | 1                     |                       | -                     | -                     | -                     | -                     | 10                    | -                     | -                     | -                     | 8                     | -                     | 5                     | -                     | 3                     | -                     | 6                     | -                     | -                     | 3                     | -                     | 12                    | 1                     | 1                     | -                     | 3                     | 3                     | 5                     | 12                    | -                     | 2                     | 8                     | 3                     | -                     | 5                     | 21                    | 27                    |
| Australien             | 173                   | 171                   | 4                     | -                     |                       | -                     | -                     | 7                     | 6                     | -                     | 6                     | 4                     | 10                    | 8                     | 7                     | 8                     | 10                    | 2                     | -                     | 5                     | -                     | 7                     | 10                    | -                     | -                     | -                     | 5                     | 1                     | -                     | 4                     | -                     | 3                     | 7                     | 5                     | 4                     | -                     | 3                     | 7                     | 8                     | 10                    | 4                     | 4                     | 2                     | 10                    | 29                    | 30                    |
| Australien             | 173                   | 002                   | -                     | -                     |                       | -                     | -                     | -                     | -                     | -                     | -                     | -                     | -                     | 2                     | -                     | -                     | -                     | -                     | -                     | -                     | -                     | -                     | -                     | -                     | -                     | -                     | -                     | -                     | -                     | -                     | -                     | -                     | -                     | -                     | -                     | -                     | -                     | -                     | -                     | -                     | -                     | -                     | -                     | -                     | 01                    | 30                    |
| Griechenland           | 077                   | 048                   | 1                     | 10                    | -                     | -                     | 5                     | -                     | -                     | 6                     | -                     | 12                    | -                     | -                     | -                     | -                     | -                     | -                     | -                     | -                     |                       | -                     | -                     | -                     | -                     | -                     | -                     | -                     | -                     | -                     | 12                    | -                     | -                     | -                     | -                     | -                     | -                     | -                     | 2                     | -                     | -                     | -                     | -                     | -                     | 07                    | 13                    |
| Griechenland           | 077                   | 029                   | 3                     | 1                     | -                     | -                     | -                     | -                     | -                     | 5                     | -                     | 12                    | -                     | -                     | -                     | -                     | -                     | -                     | -                     | -                     |                       | -                     | -                     | -                     | -                     | -                     | -                     | -                     | -                     | 7                     | -                     | -                     | -                     | -                     | 1                     | -                     | -                     | -                     | -                     | -                     | -                     | -                     | -                     | -                     | 06                    | 13                    |
| Spanien                | 005                   | 000                   | -                     | -                     | -                     | -                     | -                     | -                     | -                     | -                     | -                     | -                     | -                     | -                     | -                     | -                     | -                     | -                     | -                     | -                     | -                     | -                     | -                     | -                     | -                     | -                     | -                     | -                     | -                     | -                     | -                     | -                     | -                     | -                     | -                     | -                     | -                     | -                     |                       | -                     | -                     | -                     | -                     | -                     | 0                     | 01                    |
| Spanien                | 005                   | 005                   | -                     | -                     | -                     | -                     | -                     | -                     | -                     | -                     | -                     | -                     | -                     | -                     | -                     | -                     | -                     | -                     | -                     | -                     | -                     | -                     | -                     | -                     | -                     | -                     | -                     | -                     | -                     | -                     | -                     | -                     | -                     | 5                     | -                     | -                     | -                     | -                     |                       | -                     | -                     | -                     | -                     | -                     | 01                    | 01                    |
| Norwegen               | 158                   | 129                   | -                     | 5                     | -                     | 3                     | -                     | 6                     | 7                     | -                     | 2                     | -                     | -                     | 6                     | 10                    | 2                     | 1                     | 7                     | 7                     | 12                    | -                     | 6                     | 1                     | 2                     | 5                     | 3                     | 7                     | 10                    | -                     | -                     | -                     |                       | 3                     | 2                     | -                     | 10                    | -                     | -                     | -                     | -                     | 5                     | 7                     | -                     | -                     | 24                    | 32                    |
| Norwegen               | 158                   | 029                   | -                     | -                     | -                     | -                     | -                     | 5                     | -                     | -                     | -                     | -                     | -                     | 7                     | -                     | -                     | 2                     | -                     | -                     | -                     | -                     | -                     | 1                     | -                     | -                     | -                     | 1                     | 6                     | -                     | -                     | -                     |                       | -                     | -                     | -                     | -                     | -                     | -                     | -                     | 6                     | -                     | -                     | 1                     | -                     | 08                    | 32                    |
| Vereinigtes Königreich | 111                   | 099                   | 8                     | 4                     | 12                    | 1                     | -                     | -                     | 2                     | -                     | -                     | 5                     | 5                     | -                     | 6                     | 3                     | 2                     | 3                     | -                     | 6                     | 1                     | 3                     | 7                     | -                     | -                     | -                     | 4                     | -                     | -                     | -                     | -                     | 1                     | 5                     | -                     | -                     | 6                     | -                     | 10                    | -                     | -                     | -                     | 5                     | -                     |                       | 21                    | 25                    |
| Vereinigtes Königreich | 111                   | 012                   | -                     | -                     | 3                     | -                     | -                     | -                     | -                     | -                     | -                     | -                     | -                     | -                     | -                     | -                     | -                     | -                     | -                     | -                     | -                     | -                     | -                     | 4                     | -                     | -                     | -                     | -                     | 4                     | -                     | -                     | -                     | -                     | -                     | -                     | -                     | -                     | -                     | 1                     | -                     | -                     | -                     | -                     |                       | 04                    | 25                    |
| Zypern                 | 068                   | 036                   | -                     | 7                     | -                     | -                     | -                     | -                     | 5                     | -                     | -                     |                       | -                     | -                     | -                     | -                     | 5                     | -                     | 4                     | -                     | 12                    | -                     | -                     | -                     | -                     | -                     | -                     | -                     | -                     | -                     | -                     | -                     | -                     | 1                     | -                     | -                     | -                     | -                     | -                     | 2                     | -                     | -                     | -                     | -                     | 07                    | 13                    |
| Zypern                 | 068                   | 032                   | -                     | 12                    | -                     | -                     | -                     | -                     | -                     | 3                     | -                     |                       | -                     | -                     | -                     | -                     | -                     | -                     | 2                     | -                     | 12                    | 2                     | -                     | -                     | -                     | -                     | -                     | -                     | -                     | -                     | 1                     | -                     | -                     | -                     | -                     | -                     | -                     | -                     | -                     | -                     | -                     | -                     | -                     | -                     | 06                    | 13                    |
| Rumänien               | 282                   | 058                   | 3                     | -                     | -                     | -                     | 3                     | -                     | -                     | 3                     | -                     | -                     | -                     | -                     | -                     | 4                     | -                     | -                     | -                     | -                     | 6                     | -                     | -                     | 8                     | -                     | -                     | 3                     | -                     | 5                     | 12                    | 10                    | -                     | -                     | -                     |                       | -                     | -                     | -                     | -                     | -                     | -                     | 1                     | -                     | -                     | 11                    | 49                    |
| Rumänien               | 282                   | 224                   | 4                     | 2                     | 10                    | 10                    | 2                     | 2                     | 6                     | 8                     | 6                     | 4                     | 6                     | 4                     | 6                     | -                     | 3                     | 10                    | -                     | 6                     | 1                     | 6                     | 5                     | 12                    | 7                     | 10                    | 5                     | 4                     | 6                     | 12                    | -                     | 10                    | 7                     | 7                     |                       | 6                     | 4                     | 2                     | 7                     | 3                     | 4                     | 7                     | 3                     | 7                     | 38                    | 49                    |
| Deutschland            | 006                   | 003                   | -                     | -                     | -                     | -                     | -                     | -                     | -                     | -                     | -                     | -                     | -                     | -                     | -                     | -                     | -                     | -                     | -                     |                       | -                     | -                     | -                     | 3                     | -                     | -                     | -                     | -                     | -                     | -                     | -                     | -                     | -                     | -                     | -                     | -                     | -                     | -                     | -                     | -                     | -                     | -                     | -                     | -                     | 01                    | 02                    |
| Deutschland            | 006                   | 003                   | -                     | -                     | -                     | -                     | -                     | -                     | -                     | -                     | -                     | -                     | -                     | -                     | -                     | -                     | -                     | -                     | -                     |                       | -                     | -                     | -                     | -                     | -                     | -                     | -                     | -                     | -                     | -                     | -                     | -                     | -                     | -                     | -                     | -                     | -                     | -                     | -                     | -                     | 3                     | -                     | -                     | -                     | 01                    | 02                    |
| Ukraine                | 036                   | 012                   | -                     | -                     | -                     | -                     | 7                     | -                     | -                     | 1                     | -                     | -                     | -                     | -                     | -                     | -                     | -                     | -                     | -                     | -                     | -                     | -                     | -                     | -                     | 4                     | -                     | -                     | -                     | -                     | -                     | -                     | -                     | -                     | -                     | -                     | -                     | -                     | -                     | -                     | -                     | -                     | -                     |                       | -                     | 03                    | 09                    |
| Ukraine                | 036                   | 024                   | -                     | -                     | -                     | -                     | -                     | 1                     | -                     | -                     | -                     | -                     | 7                     | -                     | -                     | -                     | -                     | -                     | 4                     | -                     | -                     | -                     | -                     | -                     | -                     | 7                     | -                     | -                     | -                     | -                     | -                     | -                     | 2                     | 3                     | -                     | -                     | -                     | -                     | -                     | -                     | -                     | -                     |                       | -                     | 06                    | 09                    |
| Belgien                | 363                   | 108                   | -                     | -                     | -                     | 2                     | -                     | -                     |                       | -                     | -                     | 3                     | -                     | 2                     | 2                     | -                     | -                     | -                     | -                     | -                     | -                     | -                     | 2                     | 12                    | 8                     | 7                     | 10                    | 4                     | -                     | -                     | 6                     | -                     | 10                    | 8                     | -                     | 8                     | -                     | 5                     | 4                     | 1                     | 6                     | 2                     | 1                     | 5                     | 21                    | 61                    |
| Belgien                | 363                   | 255                   | 5                     | 5                     | 4                     | 8                     | 4                     | 6                     |                       | 4                     | 5                     | 2                     | 4                     | 6                     | 12                    | 4                     | 10                    | 8                     | -                     | 10                    | 5                     | 8                     | 10                    | 5                     | 6                     | 2                     | 12                    | 10                    | 5                     | 2                     | 4                     | 7                     | 12                    | 10                    | 5                     | 5                     | 3                     | 6                     | 4                     | 12                    | 7                     | 10                    | 5                     | 3                     | 40                    | 61                    |
| Schweden               | 344                   | 218                   | -                     | 6                     | 6                     | 4                     | -                     | 8                     | 12                    | -                     | 4                     | 6                     | 7                     | 12                    | 3                     | 1                     | 12                    | 8                     | 8                     | 4                     | -                     | 1                     | 8                     | 6                     | 10                    | 10                    | -                     | 6                     | -                     | 8                     | 7                     | 6                     | 4                     | 7                     | 7                     | -                     | 2                     | 6                     | 5                     |                       | 10                    | 6                     | -                     | 8                     | 33                    | 68                    |
| Schweden               | 344                   | 126                   | 2                     | 3                     | 6                     | 1                     | 3                     | 3                     | 2                     | 2                     | 2                     | 5                     | -                     | 12                    | 3                     | 5                     | 6                     | -                     | 1                     | -                     | 3                     | 3                     | 8                     | -                     | 3                     | -                     | 4                     | 3                     | 7                     | 3                     | -                     | 5                     | 3                     | 1                     | 2                     | 2                     | 1                     | 1                     | 5                     |                       | 1                     | 4                     | 7                     | 4                     | 35                    | 68                    |
| Bulgarien              | 615                   | 278                   | 10                    | -                     | 8                     | 10                    | 2                     | 12                    | 10                    |                       | 10                    | 7                     | 2                     | 4                     | 12                    | 12                    | 6                     | 5                     | 6                     | 8                     | 2                     | 10                    | 6                     | 10                    | 7                     | 2                     | 8                     | 7                     | 8                     | 10                    | 2                     | 12                    | 6                     | -                     | 10                    | 2                     | 6                     | 8                     | 6                     | 7                     | 8                     | 10                    | -                     | 7                     | 38                    | 79                    |
| Bulgarien              | 615                   | 337                   | 10                    | 7                     | 5                     | 7                     | 12                    | 12                    | 8                     |                       | 8                     | 10                    | 12                    | 10                    | 7                     | 12                    | 7                     | 4                     | 7                     | 5                     | 10                    | 12                    | 4                     | 6                     | 10                    | 8                     | 7                     | 7                     | 10                    | 8                     | 6                     | 8                     | 8                     | 8                     | 8                     | 12                    | 10                    | 7                     | 10                    | 7                     | 6                     | 8                     | 2                     | 12                    | 41                    | 79                    |
| Frankreich             | 135                   | 045                   | 5                     | 3                     | -                     | -                     | -                     | -                     | 1                     | -                     | -                     | 2                     | -                     | -                     | -                     | 5                     | -                     |                       | -                     | -                     | -                     | -                     | -                     | -                     | 6                     | 6                     | -                     | -                     | 4                     | -                     | 3                     | -                     | -                     | 4                     | -                     | -                     | -                     | -                     | -                     | -                     | 1                     | -                     | 5                     | -                     | 12                    | 36                    |
| Frankreich             | 135                   | 090                   | 1                     | 8                     | -                     | -                     | 5                     | 4                     | 3                     | 12                    | 3                     | 3                     | -                     | -                     | 1                     | 6                     | 1                     |                       | 3                     | -                     | 4                     | 1                     | -                     | -                     | 4                     | 1                     | -                     | -                     | -                     | 5                     | 2                     | -                     | -                     | 6                     | 4                     | -                     | 2                     | -                     | 3                     | -                     | 2                     | -                     | 6                     | -                     | 24                    | 36                    |

In der Tabelle noch die niedrigsten (Hintergrund rot) und höchsten (Hintergrund grün) Gesamtwerte gekennzeichnet.
- Die wenigsten Jury-Votings:  Spanien – 0
- Die wenigsten Televoting-Votings:  Österreich – 0
- Die wenigsten Gesamt-Votings:  Spanien – 1
- Die wenigsten Jury-Punkte:  Spanien – 0
- Die wenigsten Televoting-Punkte:  Österreich – 0
- Die wenigsten Gesamt-Punkte:  Spanien – 5
- Die meisten Jury-Votings:  Portugal – 39
- Die meisten Televoting-Votings:  Bulgarien und  Portugal – 41
- Die meisten Gesamt-Votings:  Portugal – 80
- Die meisten Jury-Punkte:  Portugal – 382
- Die meisten Televoting-Punkte:  Portugal – 376
- Die meisten Gesamt-Punkte:  Portugal – 758

### Statistik der Zwölf-Punkte-Vergabe (Finale)

#### Jury

Punkte der Jurys für das Gewinnerlied aus Portugal

| Anzahl | Land                   | erhalten von |
| ------ | ---------------------- | --- |
| 18     | Portugal               | Armenien, Frankreich, Georgien, Island, Israel, Lettland, Litauen, Niederlande, Polen, San Marino, Serbien, Slowenien, Spanien, Schweden, Schweiz, Tschechien, Ungarn, Vereinigtes Königreich |
| 04     | Bulgarien              | Belarus, Estland, Mazedonien, Norwegen |
| 03     | Schweden               | Belgien, Dänemark, Finnland |
| 02     | Aserbaidschan          | Italien, Portugal |
| 02     | Belarus                | Aserbaidschan, Ukraine |
| 02     | Griechenland           | Montenegro, Zypern |
| 02     | Italien                | Albanien, Malta |
| 02     | Niederlande            | Österreich, Rumänien |
| 01     | Belgien                | Irland |
| 01     | Norwegen               | Deutschland |
| 01     | Österreich             | Bulgarien |
| 01     | Rumänien               | Moldau |
| 01     | Ungarn                 | Kroatien |
| 01     | Vereinigtes Königreich | Australien |
| 01     | Zypern                 | Griechenland |

#### Zuschauer

Punkte des Televotings für das Gewinnerlied aus Portugal

| Anzahl | Land          | erhalten von |
| ------ | ------------- | --- |
| 12     | Portugal      | Belgien, Deutschland, Finnland, Frankreich, Island, Israel, Litauen, Niederlande, Norwegen, Österreich, Spanien, Schweiz |
| 07     | Bulgarien     | Aserbaidschan, Belarus, Mazedonien, San Marino, Ungarn, Tschechien, Vereinigtes Königreich                               |
| 05     | Moldau        | Australien, Italien, Portugal, Rumänien, Ukraine                                                                         |
| 04     | Belgien       | Estland, Lettland, Polen, Schweden                                                                                       |
| 02     | Italien       | Albanien, Malta |
| 02     | Kroatien      | Montenegro, Slowenien |
| 02     | Ungarn        | Kroatien, Serbien |
| 02     | Zypern        | Armenien, Griechenland                                                                                                   |
| 02     | Rumänien      | Irland, Moldau |
| 01     | Aserbaidschan | Georgien |
| 01     | Frankreich    | Bulgarien |
| 01     | Griechenland  | Zypern |
| 01     | Schweden      | Dänemark |

### Punktesprecher
Die Punktesprecher gaben die Ergebnisse der Juryabstimmung ihrer Länder bekannt.
| Nr. | Land                   | Punktesprecher            | Bekannt als                                                                            |
| --- | ---------------------- | ------------------------- | -------------------------------------------------------------------------------------- |
| 01  | Schweden               | Wiktoria                  | Teilnehmerin des schwedischen Vorentscheids Melodifestivalen 2017                      |
| 02  | Aserbaidschan          | Tural Asadov              | Punktesprecher 2015 & 2016                                                             |
| 03  | San Marino             | Lia Fiorio                | –                                                                                      |
| 04  | Lettland               | Aminata                   | Teilnehmerin 2015                                                                      |
| 05  | Israel                 | Ofer Nachshon             | Punktesprecher 2009 bis 2016                                                           |
| 06  | Montenegro             | Tijana Mišković           | Punktesprecherin 2014                                                                  |
| 07  | Albanien               | Andri Xhahu               | Punktesprecher 2012 bis 2016                                                           |
| 08  | Malta                  | Martha Fenech             | –                                                                                      |
| 09  | Mazedonien             | Ilija Grujoski            | –                                                                                      |
| 10  | Dänemark               | Ulla Essendrop            | Punktesprecherin 2016                                                                  |
| 11  | Österreich             | Kristina Inhof            | –                                                                                      |
| 12  | Norwegen               | Marcus & Martinus         | Teilnehmer für Schweden 2024                                                           |
| 13  | Spanien                | Nieves Álvarez            | –                                                                                      |
| 14  | Finnland               | Jenni Vartiainen          | –                                                                                      |
| 15  | Frankreich             | Élodie Gossuin            | Punktesprecherin 2016                                                                  |
| 16  | Griechenland           | Constantinos Christoforou | Teilnehmer für Zypern 1996, 2002 und 2005                                              |
| 17  | Litauen                | Eglė Daugėlaitė           | –                                                                                      |
| 18  | Estland                | Jüri Pootsmann            | Teilnehmer 2016                                                                        |
| 19  | Moldau                 | Gloria Gorceag            | –                                                                                      |
| 20  | Armenien               | Iveta Mukuchyan           | Teilnehmerin 2016                                                                      |
| 21  | Bulgarien              | Boryana Gramatikova       | –                                                                                      |
| 22  | Island                 | Bo Halldórsson            | Teilnehmer 1995                                                                        |
| 23  | Serbien                | Sanja Vučić               | Teilnehmerin 2016, 2020 & 2021                                                         |
| 24  | Australien             | Lee Lin Chin              | Punktesprecherin 2015 & 2016                                                           |
| 25  | Italien                | Giulia Valentina Palermo  | –                                                                                      |
| 26  | Deutschland            | Barbara Schöneberger      | Punktesprecherin 2015 & 2016, Moderatorin des deutschen Vorentscheides Unser Song 2017 |
| 27  | Portugal               | Filomena Cautela          | Moderatorin 2018                                                                       |
| 28  | Schweiz                | Luca Hänni                | Teilnehmer 2019                                                                        |
| 29  | Niederlande            | Douwe Bob                 | Teilnehmer 2016                                                                        |
| 30  | Irland                 | Nicky Byrne               | Punktesprecher 2013 bis 2015, Teilnehmer 2016                                          |
| 31  | Georgien               | Nika Kocharov             | Teilnehmer 2016                                                                        |
| 32  | Zypern                 | John Karayiannis          | Teilnehmer 2015                                                                        |
| 33  | Belarus                | Aljona Lanskaja           | Teilnehmerin 2013, Punktesprecherin 2014                                               |
| 34  | Rumänien               | Sonia Argint-Ionescu      | Punktesprecherin 2013 bis 2015                                                         |
| 35  | Ungarn                 | Csilla Tatár              | Punktesprecherin 2015 und 2016, Moderatorin des ungarischen Vorentscheides A Dal 2017  |
| 36  | Slowenien              | Katarina Čas              | Punktesprecherin 2005                                                                  |
| 37  | Belgien                | Fanny Gillard             | –                                                                                      |
| 38  | Polen                  | Anna Popek                | Punktesprecherin 2016                                                                  |
| 39  | Vereinigtes Königreich | Katrina Leskanich         | Gewinnerin 1997                                                                        |
| 40  | Kroatien               | Uršula Tolj               | Punktesprecherin 2013                                                                  |
| 41  | Tschechien             | Radka Rosická             | –                                                                                      |
| 42  | Ukraine                | Zlata Ohnjewitsch         | Teilnehmerin 2013, Punktesprecherin 2014                                               |

### Marcel-Bezençon-Preis
Die diesjährigen Gewinner des seit 2002 verliehenen Marcel-Bezençon-Preises sind:
- Presse-Preis für den besten Song:  Italien – Occidentali’s Karma – Francesco Gabbani
- Künstler-Preis für den besten Künstler:  Portugal – Salvador Sobral – Amar pelos dois
- Komponisten-Preis für die beste Komposition/Text:  Portugal – Luísa Sobral – Amar pelos dois

## Sonstiges
- Der Chef des ukrainischen Fernsehsender NTU, Surabi Alassanija, hat kurzfristig sein Amt als Chef von NTU für 2017 niedergelegt. Für das Jahr 2017 hat die ukrainische Regierung 42,8 Millionen Euro zur Verfügung gestellt, von denen mehr als 16 Millionen Euro für den ESC ausgegeben werden sollten. Damit bleiben dem Sender nur 26 Millionen Euro, was zu finanziellen Engpässen bei der Finanzierung weiterer Projekte des Senders führt.[68]
- Während Jamala im Interval Act des Finales auftrat, sprang ein Flitzer auf die Bühne.
- Erstmals moderierten mehrere ausschließlich männliche Moderatoren den Eurovision Song Contest. Dies ist das erste Mal seit 1956, dass der Eurovision Song Contest nicht von einer Frau moderiert wird.
- Erstmals seit 1998 änderte sich die Anzahl der teilnehmenden Länder im Vergleich zum Vorjahr nicht. Sowohl 2016 als auch 2017 nahmen 42 Länder teil. Bei beiden zog sich kurz vor der Veranstaltung ein Land zurück. 2016 war es Rumänien, 2017 war es Russland.
- Australien: Nach 2015 und 2016 nahm Australien zum dritten Mal am Eurovision Song Contest teil. Der Interpret Isaiah war der jüngste Interpret Australiens beim Eurovision Song Contest.
- Belarus: Belarus trug zum ersten Mal einen Titel in belarussischer Sprache vor.
- Belgien: Zum dritten Mal in Folge wurde Belgien im Halbfinale als letzter Finalteilnehmer bekanntgegeben.
- Bulgarien: Der bulgarische Interpret Kristian Kostow war der erste Interpret in der Geschichte des Eurovision Song Contest, der nach dem 1. Januar 2000 geboren wurde. Zudem war er der jüngste Interpret des Eurovision Song Contest 2017 und der Jüngste, der jemals für Bulgarien angetreten ist.
- Deutschland: Obwohl Deutschland den vorletzten Platz belegte, bedeutet dies eine Verschlechterung gegenüber dem Abschneiden 2016. Damals erreichte der deutsche Beitrag 11 Punkte.
- Estland: Laura vertrat Estland 2017 zum zweiten Mal. Als sie 2005 Estland als Mitglied der Formation Suntribe zum ersten Mal vertrat, fand der Wettbewerb ebenfalls in Kiew statt.
- Finnland: Die Sängerin Krista Siegfrids, die Finnland 2013 vertrat, moderierte die finnische Vorentscheidung Uuden Musiikin Kilpailu 2017 und nahm zugleich an der schwedischen Vorentscheidung Melodifestivalen 2017 teil.
- Kroatien: Zum ersten Mal wurde ein kroatischer Titel teilweise in italienischer Sprache vorgetragen.
- Israel: Imri Ziv trat im Halbfinale als Letzter auf, im Finale dagegen als Erster. Genauso ging es im Vorjahr der belgischen Sängerin Laura Tesoro.

Der Eurovision Song Contest 2017 war die letzte Sendung des israelischen Rundfunks IBA, der im Anschluss daran abgeschaltet wurde. Der Punktesprecher Ofer Nachshon verabschiedete sich im Rahmen der Punktevergabe.
- Lettland: Beim lettischen Vorentscheid Supernova 2017 gab es eine Abstimmung über die Musikplattform Spotify.[69]
- Mazedonien: Jana Burčeska gab in ihrem Einspieler ihre Schwangerschaft bekannt. Während der Sendung machte ihr Freund Alexander ihr einen Heiratsantrag, den sie annahm.[70]
- Polen: Der polnische Beitrag Flashlight war mit 60 BPM der langsamste Beitrag 2017.
- Portugal: Portugal hält den Rekord für die höchste Punktzahl bei ESC. Unter dem alten Punktesystem hätte Portugal den Rekord Norwegens von 387 Punkten, der 2009 aufgestellt wurde, mit 417 Punkten gebrochen.
- San Marino: Valentina Monetta trat zum vierten Mal für San Marino an. Damit hält sie zusammen mit der Norwegerin Elisabeth Andreassen, der Schweizer Musikgruppe Peter, Sue & Marc und dem Belgier Fud Leclerc den Rekord für die meisten Teilnahmen an diesem Wettbewerb. Der Komponist Ralph Siegel war zum 25. Mal für einen Beitrag beim Eurovision Song Contest verantwortlich und zum fünften Mal für San Marino, so oft wie kein anderer Komponist. San Marino erreichte zudem das schlechteste Ergebnis in der Geschichte des Landes beim Eurovision Song Contest. Außerdem war Spirit of the Night der schnellste Beitrag beim ESC 2017 mit 155 BPM.
- Schweden: Robin Stjernberg, der Schweden beim Eurovision Song Contest 2013 vertrat, war an der Komposition des schwedischen Titels I Can’t Go On beteiligt.
- Slowenien: Omar Naber vertrat Slowenien 2017 zum zweiten Mal. Als er 2005 Slowenien zum ersten Mal vertrat, fand der Wettbewerb ebenfalls in Kiew statt, aber konnte sich nicht für das Finale qualifizieren.
- Spanien: Beim spanischen Vorentscheid Objetivo Eurovisión 2017 erhielten der Sänger Manel Navarro und die Sängerin Mirela beide in der Gesamtwertung 58 Punkte. Das endgültige Ergebnis wurde durch eine zweite Jury-Abstimmung herbeigeführt. Die dreiköpfige Jury entschied sich mit zwei zu eins Stimmen für den Sänger Manel Navarro. Die Entscheidung löste eine heftige Diskussion aus, wurde doch die Sängerin Mirela vom spanischen Publikum mehrheitlich gewählt. Nach Ende der Sendung kam es sogar zu Handgreiflichkeiten einiger Fans gegenüber einem der drei Jurymitglieder und ein Mitglied des spanischen Parlaments verlangte vom Rundfunk TVE eine Erklärung des Votingsystems.[71]
- Vereinigtes Königreich: Die Gewinnerin des Eurovision Song Contest 2013, Emmelie de Forest, war an der Komposition des Titels Never Give Up on You beteiligt.

## Übertragung

### Deutschsprachige Länder

#### Deutschland
In diesem Jahr waren die beiden Halbfinale auf One zu sehen. Das Finale wurde auf Das Erste und One ausgestrahlt. Vorher und nachher gab es Übertragungen vom Spielbudenplatz in Hamburg. Zeitgleich waren alle Sendungen auf der Internetplattform eurovision.de im Livestream zu sehen. Zudem übernahm DW erstmals das Sendesignal, womit das Finale auch in der weltweiten Übertragung mit deutschem Kommentar zu sehen war. One übertrug das Finale zusätzlich im Social TV.
| Datum        | Sendung            | Uhrzeit   | Fernsehsender            | Moderation/Kommentar                                            | Zuschauer                             | Zuschauer       | Marktanteil                    | Marktanteil                    |
| Datum        | Sendung            | Uhrzeit   | Fernsehsender            | Moderation/Kommentar                                            | Gesamt                                | 14 bis 49 Jahre | Gesamt                         | 14 bis 49 Jahre                |
| ------------ | ------------------ | --------- | ------------------------ | --------------------------------------------------------------- | ------------------------------------- | --------------- | ------------------------------ | ------------------------------ |
| 09. Mai 2017 | 1. Halbfinale      | 21:00 Uhr |                          | Kommentator: Peter Urban                                        | 0,56 Mio.                             | 0,31 Mio.       | 02,2 %                         | 03,6 %                         |
| 11. Mai 2017 | 2. Halbfinale      | 21:00 Uhr | Kommentator: Peter Urban | 0,57 Mio.                                                       |                                       | 02,2 %          | 03,4 %                         |                                |
| 13. Mai 2017 | Countdown für Kiew | 20:15 Uhr |                          | Moderation: Barbara Schöneberger                                | 3,94 Mio.                             | 1,73 Mio.       | 14,5 %                         | 21,3 %                         |
| 13. Mai 2017 | Finale aus Kiew    | 21:00 Uhr |                          | Kommentator: Peter Urban Punktesprecherin: Barbara Schöneberger | 7,76 Mio. (Das Erste) 0,32 Mio. (One) | 3,65 Mio.       | 31,5 % (Das Erste) 1,3 % (One) | 39,8 % (Das Erste) 1,8 % (One) |
| 13. Mai 2017 | Grand Prix Party   | 0:30 Uhr  |                          | Moderation: Barbara Schöneberger                                | 2,56 Mio.                             | 1,18 Mio.       | 27,6 %                         | 28,3 %                         |

#### Österreich
Die Halbfinale und das Finale werden auf ORF eins übertragen.
| Datum        | Sendung       | Uhrzeit   | Fernsehsender                                            | Moderation/Kommentar    | Zuschauer  | Zuschauer       | Marktanteil | Marktanteil     |
| Datum        | Sendung       | Uhrzeit   | Fernsehsender                                            | Moderation/Kommentar    | Gesamt     | 12 bis 49 Jahre | Gesamt      | 12 bis 49 Jahre |
| ------------ | ------------- | --------- | -------------------------------------------------------- | ----------------------- | ---------- | --------------- | ----------- | --------------- |
| 09. Mai 2017 | 1. Halbfinale | 21:00 Uhr |                                                          | Kommentator: Andi Knoll | 0,372 Mio. |                 | 15 %        |                 |
| 11. Mai 2017 | 2. Halbfinale | 21:00 Uhr | 0,482 Mio.                                               | Kommentator: Andi Knoll |            | 18 %            |             |                 |
| 13. Mai 2017 | Finale        | 21:00 Uhr | Kommentator: Andi Knoll Punktesprecherin: Kristina Inhof | 0,903 Mio.              |            | 57 %            | 79 %        |                 |

#### Schweiz
| Datum        | Sendung                  | Uhrzeit   | Fernsehsender                                                                                    | Moderation/Kommentar                           | Sprache     | Zuschauer | Zuschauer       | Marktanteil | Marktanteil     |
| Datum        | Sendung                  | Uhrzeit   | Fernsehsender                                                                                    | Moderation/Kommentar                           | Sprache     | Gesamt    | 15 bis 59 Jahre | Gesamt      | 15 bis 59 Jahre |
| ------------ | ------------------------ | --------- | ------------------------------------------------------------------------------------------------ | ---------------------------------------------- | ----------- | --------- | --------------- | ----------- | --------------- |
| 09. Mai 2017 | 1. Halbfinale            | 21:00 Uhr | Livestream auf srf.ch                                                                            | Kommentator: Sven Epiney                       | Deutsch     |           |                 |             |                 |
| 09. Mai 2017 | 1. Halbfinale            | 21:00 Uhr | Livestream auf rsi.ch                                                                            | Kommentatorin: Clarissa Tami                   | Italienisch |           |                 |             |                 |
| 11. Mai 2017 | Highlights 1. Halbfinale | 20:10 Uhr |                                                                                                  | Kommentator: Sven Epiney                       | Deutsch     | 90 Tsd.   | 49 Tsd.         | 6,3 %       | 6,2 %           |
| 11. Mai 2017 | 2. Halbfinale            | 21:00 Uhr | 223 Tsd.                                                                                         | Kommentator: Sven Epiney                       | Deutsch     | 113 Tsd.  | 18 %            | 15,9 %      |                 |
| 11. Mai 2017 | 2. Halbfinale            | 21:00 Uhr |                                                                                                  | Kommentar: Jean-Marc Richard u. Nicolas Tanner | Französisch |           |                 |             |                 |
| 11. Mai 2017 | 2. Halbfinale            | 21:00 Uhr |                                                                                                  | Kommentar: Clarissa Tami u. Sebalter           | Italienisch |           |                 |             |                 |
| 13. Mai 2017 | Aeschbacher Spezial      | 20:10 Uhr |                                                                                                  | Moderator: Kurt Aeschbacher                    | Deutsch     | 185 Tsd.  | 69 Tsd.         | 14,5 %      | 10,7 %          |
| 13. Mai 2017 | Finale                   | 21:00 Uhr | Kommentator: Sven Epiney Kommentar 2: Stefan Büsser, Micky Beisenherz Punktesprecher: Luca Hänni | 272 Tsd.                                       | Deutsch     | 185 Tsd.  | 24,2 %          | 26,5 %      |                 |
| 13. Mai 2017 | Finale                   | 21:00 Uhr |                                                                                                  | Kommentar: Jean-Marc Richard u. Nicolas Tanner | Französisch |           |                 |             |                 |
| 13. Mai 2017 | Finale                   | 21:00 Uhr |                                                                                                  | Kommentar: Clarissa Tami u. Sebalter           | Italienisch |           |                 |             |                 |

| Datum        | Sendung | Uhrzeit   | Radiosender | Kommentar                       | Sprache |
| ------------ | ------- | --------- | ----------- | ------------------------------- | ------- |
| 13. Mai 2017 | Finale  | 21:00 Uhr |             | Stefan Büsser, Micky Beisenherz | Deutsch |

### Andere Länder

#### Fernsehübertragung
| Land                      | Moderation/Kommentar                                        | Sender Halbfinale                                    | Sender Finale                                      |                     |                     |                     |
| Teilnehmende Länder       | Teilnehmende Länder                                         | Teilnehmende Länder                                  | Teilnehmende Länder                                | Teilnehmende Länder | Teilnehmende Länder | Teilnehmende Länder |
| ------------------------- | ----------------------------------------------------------- | ---------------------------------------------------- | -------------------------------------------------- | ------------------- | ------------------- | ------------------- |
| Albanien                  | Andri Xhahu                                                 | TVSH, RTSH HD, RTSH Muzikë                           | TVSH, RTSH HD, RTSH Muzikë                         |                     |                     |                     |
| Armenien                  | Awet Barseghjan u. Gohar Gasparjan                          | ARMTV                                                | ARMTV                                              |                     |                     |                     |
| Aserbaidschan             | N.N.                                                        | İTV                                                  | İTV                                                |                     |                     |                     |
| Australien                | Myf Warhurst u. Joel Creasey                                | SBS One                                              | SBS One                                            |                     |                     |                     |
| Belgien                   | Peter Van de Veire (Niederländisch)                         | Eén                                                  | Eén                                                |                     |                     |                     |
| Belgien                   | Jean-Louis Lahaye u. Maureen Louys (Französisch)            | La Une                                               | La Une                                             |                     |                     |                     |
| Bulgarien                 | Elena Rosberg and Georgi Kushvaliev                         | BNT 1                                                | BNT 1                                              |                     |                     |                     |
| Dänemark                  | Ole Tøpholm                                                 | DR1                                                  | DR1                                                |                     |                     |                     |
| Estland                   | Marko Reikop (Estnisch)                                     | ETV                                                  | ETV                                                |                     |                     |                     |
| Estland                   | Julii Kalenda u. Aleksandr Hobotov (Russisch)               | ETV+                                                 | ETV+                                               |                     |                     |                     |
| Finnland                  | Mikko Silvennoinen (Finnisch)                               | Yle TV1 (Halbfinale 1) Yle TV2 (Halbfinale 2)        | Yle TV2                                            |                     |                     |                     |
| Finnland                  | Eva Frantz u. Johan Lindroos (Schwedisch)                   | Yle TV1 (Halbfinale 1) Yle TV2 (Halbfinale 2)        | Yle TV2                                            |                     |                     |                     |
| Frankreich                | Marianne James u. Jarry                                     | France 4                                             | –                                                  |                     |                     |                     |
| Frankreich                | Marianne James, Stéphane Bern u. Amir Haddad                | –                                                    | France 2                                           |                     |                     |                     |
| Georgien                  | Demetre Ergemlidze                                          | GPB First Channel                                    | GPB First Channel                                  |                     |                     |                     |
| Griechenland              | Maria Kozakou u. Giorgos Kapoutzidis                        | ERT, ERT HD, ERT World                               | ERT, ERT HD, ERT World                             |                     |                     |                     |
| Irland                    | Marty Whelan                                                | RTÉ Two                                              | RTÉ One                                            |                     |                     |                     |
| Israel                    | Hebräische Untertitel                                       | Channel 1 (nur Übertragung des zweiten Halbfinales)  | Channel 1                                          |                     |                     |                     |
| Israel                    | Arabische Untertitel                                        | Channel 33 (nur Übertragung des zweiten Halbfinales) | Channel 33                                         |                     |                     |                     |
| Island                    | Gísli Marteinn Baldursson                                   | RÚV                                                  | RÚV                                                |                     |                     |                     |
| Italien                   | Andrea Delogu u. Diego Passoni                              | Rai 4                                                | –                                                  |                     |                     |                     |
| Italien                   | Flavio Insinna u. Federico Russo                            | –                                                    | Rai 1                                              |                     |                     |                     |
| Kroatien                  | Duško Čurlić                                                | HRT1                                                 | HRT1                                               |                     |                     |                     |
| Lettland                  | Valters Frīdenbergs                                         | LTV1                                                 |                                                    |                     |                     |                     |
| Lettland                  | Valters Frīdenbergs u. Toms Grēviņš                         |                                                      | LTV1                                               |                     |                     |                     |
| Litauen                   | Darius Užkuraitis u. Gerūta Griniūtė                        | LRT                                                  | LRT                                                |                     |                     |                     |
| Mazedonien                | Karolina Petkovska                                          | MRT 1                                                | MRT 1                                              |                     |                     |                     |
| Moldau                    | Gloria Gorceag                                              | Moldova 1                                            | Moldova 1                                          |                     |                     |                     |
| Montenegro                | Dražen Bauković u. Tijana Mišković                          | TVCG 1, TVCG SAT                                     | TVCG 1, TVCG SAT                                   |                     |                     |                     |
| Niederlande               | Jan Smit u. Cornald Maas                                    | NPO 1, BVN                                           | NPO 1, BVN                                         |                     |                     |                     |
| Norwegen                  | Olav Viksmo Slettan                                         | NRK1                                                 | NRK1                                               |                     |                     |                     |
| Norwegen                  | Ronny Brede Aase, Silje Reiten Nordnes u. Markus Ekrem Neby | –                                                    | NRK3                                               |                     |                     |                     |
| Polen                     | Artur Orzech                                                | TVP1, TVP Polonia, TVP Rozrywka (einen Tag später)   | TVP1, TVP Polonia, TVP Rozrywka (einen Tag später) |                     |                     |                     |
| Portugal                  | José Carlos Malato u. Nuno Galopim                          | RTP, RTP Internacional                               | RTP, RTP Internacional                             |                     |                     |                     |
| Rumänien                  | Liana Stanciu u. Radu Andrei Tudor                          | TVR 1, TVR HD                                        | TVR 1, TVR HD                                      |                     |                     |                     |
| San Marino                | Lia Fiorio u. Gigi Restivo                                  | SMtv San Marino                                      | SMtv San Marino                                    |                     |                     |                     |
| Schweden                  | Edward af Sillén u. Måns Zelmerlöw                          | SVT 1                                                | SVT 1                                              |                     |                     |                     |
| Serbien                   | Silvana Grujić u. Olga Kapor                                | RTS 1, RTS HD, RTS SAT                               | RTS 1, RTS HD, RTS SAT                             |                     |                     |                     |
| Slowenien                 | Andrej Hofer                                                | RTV SLO2                                             | RTV SLO1                                           |                     |                     |                     |
| Spanien                   | José María Íñigo u. Julia Varela                            | La 2                                                 | La 1                                               |                     |                     |                     |
| Tschechien                | Libor Bouček                                                | ČT2                                                  | –                                                  |                     |                     |                     |
| Tschechien                | Libor Bouček u. Martina Barta                               | –                                                    | ČT1                                                |                     |                     |                     |
| Ukraine                   | Tetjana Terechowa u. Andrij Horodyskyj                      | Perschyj Nazionalnyj                                 | Perschyj Nazionalnyj                               |                     |                     |                     |
| Ungarn                    | Krisztina Rátonyi u. Freddie                                | Duna                                                 | Duna                                               |                     |                     |                     |
| Vereinigtes Königreich    | Mel Giedroyc u. Scott Mills                                 | BBC Four                                             | –                                                  |                     |                     |                     |
| Vereinigtes Königreich    | Graham Norton                                               | –                                                    | BBC One                                            |                     |                     |                     |
| Belarus                   | Jauhen Perlin                                               | Belarus 1, Belarus 24                                | Belarus 1, Belarus 24                              |                     |                     |                     |
| Zypern                    | Tasos Tryfonos u. Christiana Artemiou                       | RIK 1, RIK Sat, RIK HdH, Trito Programma             | RIK 1, RIK Sat, RIK HdH, Trito Programma           |                     |                     |                     |
| Nicht teilnehmende Länder |                                                             |                                                      |                                                    |                     |                     |                     |
| Grönland                  | Ole Tøpholm                                                 | –                                                    | KNR                                                |                     |                     |                     |
| Kasachstan                | Qaldybek Schaissangbai u. Diana Snegina                     | Khabar                                               | Khabar                                             |                     |                     |                     |
| Vereinigte Staaten        | Michelle Visage u. Ross Mathews                             | Logo TV                                              | Logo TV                                            |                     |                     |                     |
| Volksrepublik China       | Lee Wei Song u. Lee Shih Shiong                             | Hunan TV                                             | Hunan TV                                           |                     |                     |                     |

#### Radioübertragung
| Land                   | Moderation/Kommentar                                    | Sender Halbfinale                                           | Sender Finale                                               |
| ---------------------- | ------------------------------------------------------- | ----------------------------------------------------------- | ----------------------------------------------------------- |
| Albanien               | Andri Xhahu                                             | Radio Tirana                                                | Radio Tirana                                                |
| Armenien               | Awet Barseghjan u. Gohar Gasparjan                      | Öffentliches Radio Armeniens                                | Öffentliches Radio Armeniens                                |
| Australien             |                                                         |                                                             | SBS Radio 4                                                 |
| Belgien                | Peter Van de Veire (Niederländisch)                     | Radio 2                                                     | Radio 2                                                     |
| Belgien                | Olivier Gilain (Französisch)                            | VivaCité                                                    | VivaCité                                                    |
| Griechenland           | Maria Kozakou u. Giorgos Kapoutzidis                    | ERA 2, Voice of Greece                                      | ERA 2, Voice of Greece                                      |
| Israel                 | Kobi Menora, Dori Ben Ze’ev u. Alon Amir                | 88FM                                                        | 88FM                                                        |
| Island                 | Gísli Marteinn Baldursson                               | Rás 2                                                       | Rás 2                                                       |
| Italien                | Andrea Delogu u. Diego Passoni                          | Rai Radio 2                                                 | Rai Radio 2                                                 |
| Kroatien               | Zlatko Turkalj Turki                                    | HR 2                                                        | HR 2                                                        |
| Litauen                | Darius Užkuraitis u. Gerūta Griniūtė                    | LRT Radijas                                                 | LRT Radijas                                                 |
| Moldau                 | Gloria Gorceag                                          | Radio Moldova, Radio Moldova Muzical, Radio Moldova Tineret | Radio Moldova, Radio Moldova Muzical, Radio Moldova Tineret |
| Norwegen               | Ole Christian Øen                                       | NRK P1 (zweites Halbfinale)                                 | NRK P1                                                      |
| San Marino             | Lia Fiorio u. Gigi Restivo                              | San Marino RTV                                              | San Marino RTV                                              |
| Slowenien              | Andrej Hofer                                            | Radio Maribor, Radio Val 202 (zweites Halbfinale)           | Radio Maribor, Radio Val 202                                |
| Schweden               | Carolina Norén, Björn Kjellman u. Ola Gäverth           | SR P4                                                       | SR P4                                                       |
| Ukraine                | Olena Selintschenko (Олена Зелінченко) u. Roman Koljada | Ukrainian Radio (Ukrainischer Rundfunk)                     | Ukrainian Radio (Ukrainischer Rundfunk)                     |
| Vereinigtes Königreich | Ken Bruce                                               | –                                                           | BBC Radio 2                                                 |